# Familia Matte Pérez
La familia Matte Pérez es una familia chilena de origen español, fruto del matrimonio entre Domingo Matte Mesías y Rosario Pérez Vargas, cuyos hijos fueron reconocidos personajes de la vida republicana entre mediados del siglo XIX y principios del siglo XX. De ideas profundamente laicas y liberales, los hermanos Matte Pérez realizaron importantes aportes económicos y culturales. La familia es oriunda de Santander, España.
Más tarde, buena parte de la familia se acercaría a las corrientes ideológicas más conservadoras, en particular aquellas ligadas con las familias Larraín y Edwards, si bien de la línea ligada a los Alessandri y los Valdés se mantuvo en ocasiones el corte liberal, con corrientes más izquierdistas. Los Matte Larraín y Larraín Matte son en la actualidad uno de los mayores grupos económicos de Chile.

## Principales miembros
- Augusto Matte Pérez, Embajador y banquero, padre de la escultora Rebeca Matte Bello.
- Claudio Matte Pérez, Pedagogo, filántropo, Rector de la Universidad de Chile.
- Delia Matte Pérez, Feminista, animadora de la vida cultural y fundadora del Club de Señoras.
- Domingo Matte Pérez,
- Eduardo Matte Pérez, Abogado, banquero, Ministro de Estado y parlamentario.
- Ricardo Matte Pérez, Abogado, Ministro de Estado y Presidente del Senado.

## Principales miembros de la segunda generación
- Rebeca Matte Bello, Escultora, hija de Augusto Matte Pérez.
- Guillermo Edwards Matte, Abogado, empresario, parlamentario y ministro de Estado, hijo de Rosario Matte Pérez.
- Ismael Edwards Matte, Arquitecto y parlamentario, hijo de Rosario Matte Pérez.
- Arturo Matte Larraín, político e industrial, candidato a la Presidencia, hijo de Domingo Matte Pérez.
- Domingo Matte Larraín, político e industrial, hijo de Domingo Matte Pérez.
- Luis Matte Larraín, Industrial, hijo de Domingo Matte Pérez.
- Benjamín Matte Larraín, Agricultor y político, hijo de Domingo Matte Pérez.
- Jorge Matte Gormaz, Parlamentario, hijo de Eduardo Matte Pérez.
- Inés Matte Amunátegui, Traductora, hija de Ricardo Matte Pérez.

Equivalente a una segunda generación pero de una rama distinta, la del hermano de Domingo Matte Mesías, José Manuel Matte Messía, está Eugenio Matte Hurtado, político y fundador del Partido Socialista de Chile, hijo de Juan Segundo Matte Baeza.

## Principales miembros de la tercera generación
- Eliodoro Matte Ossa, Industrial y banquero, hijo de Eliodoro Matte Gormaz.
- Esther Matte Alessandri, poeta y animadora de la vida cultural, hija de Arturo Matte Larraín.
- Arturo Matte Alessandri, Ingeniero, fundador de la Editorial Universitaria de la Universidad de Chile, hijo de Arturo Matte Larraín.
- Ignacio Matte Blanco, Psiquiatra.
- Lily Iñiguez Matte, poeta, hija de Rebeca Matte Bello.
- Luis Matte Valdés, Ministro de Estado, hijo de Luis Matte Larraín.
- Benjamín Matte Guzmán, político, hijo de Benjamín Matte Larraín.
- Eleodoro Rodríguez Matte, Director de Canal 13.
- Ismael Edwards Izquierdo, empresario, hijo de Ismael Edwards Matte.

## Árbol genealógico
| [[File:AndresBello.jpg\|120px\|alt={{{Alt\|{{{descripción}}}]] Andrés Bello López (1781-1865)                         | [[File:AndresBello.jpg\|120px\|alt={{{Alt\|{{{descripción}}}]] Andrés Bello López (1781-1865)                         | [[File:AndresBello.jpg\|120px\|alt={{{Alt\|{{{descripción}}}]] Andrés Bello López (1781-1865)                         | [[File:AndresBello.jpg\|120px\|alt={{{Alt\|{{{descripción}}}]] Andrés Bello López (1781-1865)                         | [[File:AndresBello.jpg\|120px\|alt={{{Alt\|{{{descripción}}}]] Andrés Bello López (1781-1865)                         | [[File:AndresBello.jpg\|120px\|alt={{{Alt\|{{{descripción}}}]] Andrés Bello López (1781-1865)                         | | | | | | | | |                                 |                                 | | | | | | |                               |                               | | | | | | |                                                                                                 |                                                                                                 | | | | | | |                                               |                                               |                                        |                                        | | | | | | | Domingo Matte Mesías (1812-1893)                                                                             | Domingo Matte Mesías (1812-1893)                                                                             | Domingo Matte Mesías (1812-1893)                                                                             | Domingo Matte Mesías (1812-1893)                                                                             | Domingo Matte Mesías (1812-1893)                                                                             | Domingo Matte Mesías (1812-1893)                                                                             |                                   |                                   | Rosario Pérez Vargas              | Rosario Pérez Vargas              | Rosario Pérez Vargas              | Rosario Pérez Vargas              | Rosario Pérez Vargas            | Rosario Pérez Vargas            |                                                                                              |                                                                                              |                                                                                              |                                                                                              |                                                                                              |                                                                                              |  |  |                                    |                                    | | | | | | |                                                                                                 |                                                                                                 | | | | | | |                                         |                                         | | | | | | | | | | | | | | |  |  | | | | | | |  |  | [[File:ManuelBulnes.JPG\|200px\|alt={{{Alt\|{{{descripción}}}]] Manuel Bulnes Prieto (1799-1866)          | [[File:ManuelBulnes.JPG\|200px\|alt={{{Alt\|{{{descripción}}}]] Manuel Bulnes Prieto (1799-1866)          | [[File:ManuelBulnes.JPG\|200px\|alt={{{Alt\|{{{descripción}}}]] Manuel Bulnes Prieto (1799-1866)          | [[File:ManuelBulnes.JPG\|200px\|alt={{{Alt\|{{{descripción}}}]] Manuel Bulnes Prieto (1799-1866)          | [[File:ManuelBulnes.JPG\|200px\|alt={{{Alt\|{{{descripción}}}]] Manuel Bulnes Prieto (1799-1866)          | [[File:ManuelBulnes.JPG\|200px\|alt={{{Alt\|{{{descripción}}}]] Manuel Bulnes Prieto (1799-1866)          |  |  | | | | | | |
| [[File:AndresBello.jpg\|120px\|alt={{{Alt\|{{{descripción}}}]] Andrés Bello López (1781-1865)                         | [[File:AndresBello.jpg\|120px\|alt={{{Alt\|{{{descripción}}}]] Andrés Bello López (1781-1865)                         | [[File:AndresBello.jpg\|120px\|alt={{{Alt\|{{{descripción}}}]] Andrés Bello López (1781-1865)                         | [[File:AndresBello.jpg\|120px\|alt={{{Alt\|{{{descripción}}}]] Andrés Bello López (1781-1865)                         | [[File:AndresBello.jpg\|120px\|alt={{{Alt\|{{{descripción}}}]] Andrés Bello López (1781-1865)                         | [[File:AndresBello.jpg\|120px\|alt={{{Alt\|{{{descripción}}}]] Andrés Bello López (1781-1865)                         | | | | | | | | |                                 |                                 | | | | | | |                               |                               | | | | | | |                                                                                                 |                                                                                                 | | | | | | |                                               |                                               |                                        |                                        | | | | | | | Domingo Matte Mesías (1812-1893)                                                                             | Domingo Matte Mesías (1812-1893)                                                                             | Domingo Matte Mesías (1812-1893)                                                                             | Domingo Matte Mesías (1812-1893)                                                                             | Domingo Matte Mesías (1812-1893)                                                                             | Domingo Matte Mesías (1812-1893)                                                                             |                                   |                                   | Rosario Pérez Vargas              | Rosario Pérez Vargas              | Rosario Pérez Vargas              | Rosario Pérez Vargas              | Rosario Pérez Vargas            | Rosario Pérez Vargas            |                                                                                              |                                                                                              |                                                                                              |                                                                                              |                                                                                              |                                                                                              |  |  |                                    |                                    | | | | | | |                                                                                                 |                                                                                                 | | | | | | |                                         |                                         | | | | | | | | | | | | | | |  |  | | | | | | |  |  | [[File:ManuelBulnes.JPG\|200px\|alt={{{Alt\|{{{descripción}}}]] Manuel Bulnes Prieto (1799-1866)          | [[File:ManuelBulnes.JPG\|200px\|alt={{{Alt\|{{{descripción}}}]] Manuel Bulnes Prieto (1799-1866)          | [[File:ManuelBulnes.JPG\|200px\|alt={{{Alt\|{{{descripción}}}]] Manuel Bulnes Prieto (1799-1866)          | [[File:ManuelBulnes.JPG\|200px\|alt={{{Alt\|{{{descripción}}}]] Manuel Bulnes Prieto (1799-1866)          | [[File:ManuelBulnes.JPG\|200px\|alt={{{Alt\|{{{descripción}}}]] Manuel Bulnes Prieto (1799-1866)          | [[File:ManuelBulnes.JPG\|200px\|alt={{{Alt\|{{{descripción}}}]] Manuel Bulnes Prieto (1799-1866)          |  |  | | | | | | |
| | | | | | | | | | | | | | |                                 |                                 | | | | | | |                               |                               | | | | | | |                                                                                                 |                                                                                                 | | | | | | |                                               |                                               |                                        |                                        | | | | | | | | | | | | |                                   |                                   |                                   |                                   |                                   |                                   |                                 |                                 |                                                                                              |                                                                                              |                                                                                              |                                                                                              |                                                                                              |                                                                                              |  |  |                                    |                                    | | | | | | |                                                                                                 |                                                                                                 | | | | | | |                                         |                                         | | | | | | | | | | | | | | |  |  | | | | | | |  |  | | | | | | |  |  | | | | | | |
| | | | | | | | | | | | | | |                                 |                                 | | | | | | |                               |                               | | | | | | |                                                                                                 |                                                                                                 | | | | | | |                                               |                                               |                                        |                                        | | | | | | | | | | | | |                                   |                                   |                                   |                                   |                                   |                                   |                                 |                                 |                                                                                              |                                                                                              |                                                                                              |                                                                                              |                                                                                              |                                                                                              |  |  |                                    |                                    | | | | | | |                                                                                                 |                                                                                                 | | | | | | |                                         |                                         | | | | | | | | | | | | | | |  |  | | | | | | |  |  | | | | | | |  |  | | | | | | |
| | | | | | | | | | | | | | |                                 |                                 | | | | | | |                               |                               | | | | | | |                                                                                                 |                                                                                                 | | | | | | |                                               |                                               |                                        |                                        | | | | | | | | | | | | |                                   |                                   |                                   |                                   |                                   |                                   |                                 |                                 |                                                                                              |                                                                                              |                                                                                              |                                                                                              |                                                                                              |                                                                                              |  |  |                                    |                                    | | | | | | |                                                                                                 |                                                                                                 | | | | | | |                                         |                                         | | | | | | | | | | | | | | |  |  | | | | | | |  |  | | | | | | |  |  | | | | | | |
| | | | | | | | | | | | | | |                                 |                                 | | | | | | |                               |                               | | | | | | |                                                                                                 |                                                                                                 | | | | | | |                                               |                                               |                                        |                                        | | | | | | | | | | | | |                                   |                                   |                                   |                                   |                                   |                                   |                                 |                                 |                                                                                              |                                                                                              |                                                                                              |                                                                                              |                                                                                              |                                                                                              |  |  |                                    |                                    | | | | | | |                                                                                                 |                                                                                                 | | | | | | |                                         |                                         | | | | | | | | | | | | | | |  |  | | | | | | |  |  | | | | | | |  |  | | | | | | |
| | | | | | | | | | | | | | |                                 |                                 | | | | | | |                               |                               | | | | | | |                                                                                                 |                                                                                                 | | | | | | |                                               |                                               |                                        |                                        | | | | | | | | | | | | |                                   |                                   |                                   |                                   |                                   |                                   |                                 |                                 | Fam. Larraín                                                                                 | Fam. Larraín                                                                                 | Fam. Larraín                                                                                 | Fam. Larraín                                                                                 | Fam. Larraín                                                                                 | Fam. Larraín                                                                                 |  |  |                                    |                                    | Fam. Edwards | Fam. Edwards | Fam. Edwards | Fam. Edwards | Fam. Edwards | Fam. Edwards |                                                                                                 |                                                                                                 | | | | | | |                                         |                                         | | | | | | | | | | | | | | |  |  | | | | | | |  |  | | | | | | |  |  | | | | | | |
| [[File:Anibal Pinto 3.jpg\|230px\|alt={{{Alt\|{{{descripción}}}]] Aníbal Pinto Garmendia (1825-1884)                  | [[File:Anibal Pinto 3.jpg\|230px\|alt={{{Alt\|{{{descripción}}}]] Aníbal Pinto Garmendia (1825-1884)                  | [[File:Anibal Pinto 3.jpg\|230px\|alt={{{Alt\|{{{descripción}}}]] Aníbal Pinto Garmendia (1825-1884)                  | [[File:Anibal Pinto 3.jpg\|230px\|alt={{{Alt\|{{{descripción}}}]] Aníbal Pinto Garmendia (1825-1884)                  | [[File:Anibal Pinto 3.jpg\|230px\|alt={{{Alt\|{{{descripción}}}]] Aníbal Pinto Garmendia (1825-1884)                  | [[File:Anibal Pinto 3.jpg\|230px\|alt={{{Alt\|{{{descripción}}}]] Aníbal Pinto Garmendia (1825-1884)                  | | | Rebeca Bello Reyes (1855-1923)                                                                                      | Rebeca Bello Reyes (1855-1923)                                                                                      | Rebeca Bello Reyes (1855-1923)                                                                                      | Rebeca Bello Reyes (1855-1923)                                                                                      | Rebeca Bello Reyes (1855-1923)                                                                                      | Rebeca Bello Reyes (1855-1923)                                                                                      |                                 |                                 | [[File:Augusto Matte Pérez.JPG\|90px\|alt={{{Alt\|{{{descripción}}}]] Augusto Matte Pérez (1843-1913) | [[File:Augusto Matte Pérez.JPG\|90px\|alt={{{Alt\|{{{descripción}}}]] Augusto Matte Pérez (1843-1913) | [[File:Augusto Matte Pérez.JPG\|90px\|alt={{{Alt\|{{{descripción}}}]] Augusto Matte Pérez (1843-1913) | [[File:Augusto Matte Pérez.JPG\|90px\|alt={{{Alt\|{{{descripción}}}]] Augusto Matte Pérez (1843-1913) | [[File:Augusto Matte Pérez.JPG\|90px\|alt={{{Alt\|{{{descripción}}}]] Augusto Matte Pérez (1843-1913) | [[File:Augusto Matte Pérez.JPG\|90px\|alt={{{Alt\|{{{descripción}}}]] Augusto Matte Pérez (1843-1913) |                               |                               | [[File:Eduardo Matte Perez 1889.jpg\|180px\|alt={{{Alt\|{{{descripción}}}]] Eduardo Matte Pérez (1847-1902) | [[File:Eduardo Matte Perez 1889.jpg\|180px\|alt={{{Alt\|{{{descripción}}}]] Eduardo Matte Pérez (1847-1902) | [[File:Eduardo Matte Perez 1889.jpg\|180px\|alt={{{Alt\|{{{descripción}}}]] Eduardo Matte Pérez (1847-1902) | [[File:Eduardo Matte Perez 1889.jpg\|180px\|alt={{{Alt\|{{{descripción}}}]] Eduardo Matte Pérez (1847-1902) | [[File:Eduardo Matte Perez 1889.jpg\|180px\|alt={{{Alt\|{{{descripción}}}]] Eduardo Matte Pérez (1847-1902) | [[File:Eduardo Matte Perez 1889.jpg\|180px\|alt={{{Alt\|{{{descripción}}}]] Eduardo Matte Pérez (1847-1902) |                                                                                                 |                                                                                                 | [[File:ClaudioMattePerez.jpg\|70px\|alt={{{Alt\|{{{descripción}}}]] Claudio Matte Pérez (1858-1956) | [[File:ClaudioMattePerez.jpg\|70px\|alt={{{Alt\|{{{descripción}}}]] Claudio Matte Pérez (1858-1956) | [[File:ClaudioMattePerez.jpg\|70px\|alt={{{Alt\|{{{descripción}}}]] Claudio Matte Pérez (1858-1956) | [[File:ClaudioMattePerez.jpg\|70px\|alt={{{Alt\|{{{descripción}}}]] Claudio Matte Pérez (1858-1956) | [[File:ClaudioMattePerez.jpg\|70px\|alt={{{Alt\|{{{descripción}}}]] Claudio Matte Pérez (1858-1956) | [[File:ClaudioMattePerez.jpg\|70px\|alt={{{Alt\|{{{descripción}}}]] Claudio Matte Pérez (1858-1956) |                                               |                                               | Fermín Enrique Matte Pérez (1852-1884) | Fermín Enrique Matte Pérez (1852-1884) | Fermín Enrique Matte Pérez (1852-1884)                                                                                    | Fermín Enrique Matte Pérez (1852-1884)                                                                                    | Fermín Enrique Matte Pérez (1852-1884)                                                                                    | Fermín Enrique Matte Pérez (1852-1884)                                                                                    | | | [[File:Ricardo Matte Pérez - BCN.jpg\|125px\|alt={{{Alt\|{{{descripción}}}]] Ricardo Matte Pérez (1860-1913) | [[File:Ricardo Matte Pérez - BCN.jpg\|125px\|alt={{{Alt\|{{{descripción}}}]] Ricardo Matte Pérez (1860-1913) | [[File:Ricardo Matte Pérez - BCN.jpg\|125px\|alt={{{Alt\|{{{descripción}}}]] Ricardo Matte Pérez (1860-1913) | [[File:Ricardo Matte Pérez - BCN.jpg\|125px\|alt={{{Alt\|{{{descripción}}}]] Ricardo Matte Pérez (1860-1913) | [[File:Ricardo Matte Pérez - BCN.jpg\|125px\|alt={{{Alt\|{{{descripción}}}]] Ricardo Matte Pérez (1860-1913) | [[File:Ricardo Matte Pérez - BCN.jpg\|125px\|alt={{{Alt\|{{{descripción}}}]] Ricardo Matte Pérez (1860-1913) |                                   |                                   | Domingo Matte Pérez (1862-1935)   | Domingo Matte Pérez (1862-1935)   | Domingo Matte Pérez (1862-1935)   | Domingo Matte Pérez (1862-1935)   | Domingo Matte Pérez (1862-1935) | Domingo Matte Pérez (1862-1935) | Fam. Larraín                                                                                 | Fam. Larraín                                                                                 | Fam. Larraín                                                                                 | Fam. Larraín                                                                                 | Fam. Larraín                                                                                 | Fam. Larraín                                                                                 |  |  | Javiera Larraín Bulnes (1862-1943) | Javiera Larraín Bulnes (1862-1943) | Javiera Larraín Bulnes (1862-1943)                                                                               | Javiera Larraín Bulnes (1862-1943)                                                                               | Javiera Larraín Bulnes (1862-1943)                                                                               | Javiera Larraín Bulnes (1862-1943)                                                                               | Fam. Edwards | Fam. Edwards |                                                                                                 |                                                                                                 | Guillermo Edwards Garriga (1855-1921)                                                                                 | Guillermo Edwards Garriga (1855-1921)                                                                                 | Guillermo Edwards Garriga (1855-1921)                                                                                 | Guillermo Edwards Garriga (1855-1921)                                                                                 | Guillermo Edwards Garriga (1855-1921)                                                                                 | Guillermo Edwards Garriga (1855-1921)                                                                                 |                                         |                                         | Rosario Matte Pérez (c.1863-1955)                                                                            | Rosario Matte Pérez (c.1863-1955)                                                                            | Rosario Matte Pérez (c.1863-1955)                                                                            | Rosario Matte Pérez (c.1863-1955)                                                                            | Rosario Matte Pérez (c.1863-1955)                                                                            | Rosario Matte Pérez (c.1863-1955)                                                                            | | | [[File:Delia Matte.JPG\|200px\|alt={{{Alt\|{{{descripción}}}]] Delia Matte Pérez (1866-1941)                 | [[File:Delia Matte.JPG\|200px\|alt={{{Alt\|{{{descripción}}}]] Delia Matte Pérez (1866-1941)                 | [[File:Delia Matte.JPG\|200px\|alt={{{Alt\|{{{descripción}}}]] Delia Matte Pérez (1866-1941)                 | [[File:Delia Matte.JPG\|200px\|alt={{{Alt\|{{{descripción}}}]] Delia Matte Pérez (1866-1941)                 | [[File:Delia Matte.JPG\|200px\|alt={{{Alt\|{{{descripción}}}]] Delia Matte Pérez (1866-1941)                 | [[File:Delia Matte.JPG\|200px\|alt={{{Alt\|{{{descripción}}}]] Delia Matte Pérez (1866-1941)                 |  |  | | | | | | |  |  | | | | | | |  |  | [[File:Arturo Alessandri Palma.jpg\|160px\|alt={{{Alt\|{{{descripción}}}]] Arturo Alessandri (1868-1950) | [[File:Arturo Alessandri Palma.jpg\|160px\|alt={{{Alt\|{{{descripción}}}]] Arturo Alessandri (1868-1950) | [[File:Arturo Alessandri Palma.jpg\|160px\|alt={{{Alt\|{{{descripción}}}]] Arturo Alessandri (1868-1950) | [[File:Arturo Alessandri Palma.jpg\|160px\|alt={{{Alt\|{{{descripción}}}]] Arturo Alessandri (1868-1950) | [[File:Arturo Alessandri Palma.jpg\|160px\|alt={{{Alt\|{{{descripción}}}]] Arturo Alessandri (1868-1950) | [[File:Arturo Alessandri Palma.jpg\|160px\|alt={{{Alt\|{{{descripción}}}]] Arturo Alessandri (1868-1950) |
| [[File:Anibal Pinto 3.jpg\|230px\|alt={{{Alt\|{{{descripción}}}]] Aníbal Pinto Garmendia (1825-1884)                  | [[File:Anibal Pinto 3.jpg\|230px\|alt={{{Alt\|{{{descripción}}}]] Aníbal Pinto Garmendia (1825-1884)                  | [[File:Anibal Pinto 3.jpg\|230px\|alt={{{Alt\|{{{descripción}}}]] Aníbal Pinto Garmendia (1825-1884)                  | [[File:Anibal Pinto 3.jpg\|230px\|alt={{{Alt\|{{{descripción}}}]] Aníbal Pinto Garmendia (1825-1884)                  | [[File:Anibal Pinto 3.jpg\|230px\|alt={{{Alt\|{{{descripción}}}]] Aníbal Pinto Garmendia (1825-1884)                  | [[File:Anibal Pinto 3.jpg\|230px\|alt={{{Alt\|{{{descripción}}}]] Aníbal Pinto Garmendia (1825-1884)                  | | | Rebeca Bello Reyes (1855-1923)                                                                                      | Rebeca Bello Reyes (1855-1923)                                                                                      | Rebeca Bello Reyes (1855-1923)                                                                                      | Rebeca Bello Reyes (1855-1923)                                                                                      | Rebeca Bello Reyes (1855-1923)                                                                                      | Rebeca Bello Reyes (1855-1923)                                                                                      |                                 |                                 | [[File:Augusto Matte Pérez.JPG\|90px\|alt={{{Alt\|{{{descripción}}}]] Augusto Matte Pérez (1843-1913) | [[File:Augusto Matte Pérez.JPG\|90px\|alt={{{Alt\|{{{descripción}}}]] Augusto Matte Pérez (1843-1913) | [[File:Augusto Matte Pérez.JPG\|90px\|alt={{{Alt\|{{{descripción}}}]] Augusto Matte Pérez (1843-1913) | [[File:Augusto Matte Pérez.JPG\|90px\|alt={{{Alt\|{{{descripción}}}]] Augusto Matte Pérez (1843-1913) | [[File:Augusto Matte Pérez.JPG\|90px\|alt={{{Alt\|{{{descripción}}}]] Augusto Matte Pérez (1843-1913) | [[File:Augusto Matte Pérez.JPG\|90px\|alt={{{Alt\|{{{descripción}}}]] Augusto Matte Pérez (1843-1913) |                               |                               | [[File:Eduardo Matte Perez 1889.jpg\|180px\|alt={{{Alt\|{{{descripción}}}]] Eduardo Matte Pérez (1847-1902) | [[File:Eduardo Matte Perez 1889.jpg\|180px\|alt={{{Alt\|{{{descripción}}}]] Eduardo Matte Pérez (1847-1902) | [[File:Eduardo Matte Perez 1889.jpg\|180px\|alt={{{Alt\|{{{descripción}}}]] Eduardo Matte Pérez (1847-1902) | [[File:Eduardo Matte Perez 1889.jpg\|180px\|alt={{{Alt\|{{{descripción}}}]] Eduardo Matte Pérez (1847-1902) | [[File:Eduardo Matte Perez 1889.jpg\|180px\|alt={{{Alt\|{{{descripción}}}]] Eduardo Matte Pérez (1847-1902) | [[File:Eduardo Matte Perez 1889.jpg\|180px\|alt={{{Alt\|{{{descripción}}}]] Eduardo Matte Pérez (1847-1902) |                                                                                                 |                                                                                                 | [[File:ClaudioMattePerez.jpg\|70px\|alt={{{Alt\|{{{descripción}}}]] Claudio Matte Pérez (1858-1956) | [[File:ClaudioMattePerez.jpg\|70px\|alt={{{Alt\|{{{descripción}}}]] Claudio Matte Pérez (1858-1956) | [[File:ClaudioMattePerez.jpg\|70px\|alt={{{Alt\|{{{descripción}}}]] Claudio Matte Pérez (1858-1956) | [[File:ClaudioMattePerez.jpg\|70px\|alt={{{Alt\|{{{descripción}}}]] Claudio Matte Pérez (1858-1956) | [[File:ClaudioMattePerez.jpg\|70px\|alt={{{Alt\|{{{descripción}}}]] Claudio Matte Pérez (1858-1956) | [[File:ClaudioMattePerez.jpg\|70px\|alt={{{Alt\|{{{descripción}}}]] Claudio Matte Pérez (1858-1956) |                                               |                                               | Fermín Enrique Matte Pérez (1852-1884) | Fermín Enrique Matte Pérez (1852-1884) | Fermín Enrique Matte Pérez (1852-1884)                                                                                    | Fermín Enrique Matte Pérez (1852-1884)                                                                                    | Fermín Enrique Matte Pérez (1852-1884)                                                                                    | Fermín Enrique Matte Pérez (1852-1884)                                                                                    | | | [[File:Ricardo Matte Pérez - BCN.jpg\|125px\|alt={{{Alt\|{{{descripción}}}]] Ricardo Matte Pérez (1860-1913) | [[File:Ricardo Matte Pérez - BCN.jpg\|125px\|alt={{{Alt\|{{{descripción}}}]] Ricardo Matte Pérez (1860-1913) | [[File:Ricardo Matte Pérez - BCN.jpg\|125px\|alt={{{Alt\|{{{descripción}}}]] Ricardo Matte Pérez (1860-1913) | [[File:Ricardo Matte Pérez - BCN.jpg\|125px\|alt={{{Alt\|{{{descripción}}}]] Ricardo Matte Pérez (1860-1913) | [[File:Ricardo Matte Pérez - BCN.jpg\|125px\|alt={{{Alt\|{{{descripción}}}]] Ricardo Matte Pérez (1860-1913) | [[File:Ricardo Matte Pérez - BCN.jpg\|125px\|alt={{{Alt\|{{{descripción}}}]] Ricardo Matte Pérez (1860-1913) |                                   |                                   | Domingo Matte Pérez (1862-1935)   | Domingo Matte Pérez (1862-1935)   | Domingo Matte Pérez (1862-1935)   | Domingo Matte Pérez (1862-1935)   | Domingo Matte Pérez (1862-1935) | Domingo Matte Pérez (1862-1935) |                                                                                              |                                                                                              |                                                                                              |                                                                                              |                                                                                              |                                                                                              |  |  | Javiera Larraín Bulnes (1862-1943) | Javiera Larraín Bulnes (1862-1943) | Javiera Larraín Bulnes (1862-1943)                                                                               | Javiera Larraín Bulnes (1862-1943)                                                                               | Javiera Larraín Bulnes (1862-1943)                                                                               | Javiera Larraín Bulnes (1862-1943)                                                                               | | |                                                                                                 |                                                                                                 | Guillermo Edwards Garriga (1855-1921)                                                                                 | Guillermo Edwards Garriga (1855-1921)                                                                                 | Guillermo Edwards Garriga (1855-1921)                                                                                 | Guillermo Edwards Garriga (1855-1921)                                                                                 | Guillermo Edwards Garriga (1855-1921)                                                                                 | Guillermo Edwards Garriga (1855-1921)                                                                                 |                                         |                                         | Rosario Matte Pérez (c.1863-1955)                                                                            | Rosario Matte Pérez (c.1863-1955)                                                                            | Rosario Matte Pérez (c.1863-1955)                                                                            | Rosario Matte Pérez (c.1863-1955)                                                                            | Rosario Matte Pérez (c.1863-1955)                                                                            | Rosario Matte Pérez (c.1863-1955)                                                                            | | | [[File:Delia Matte.JPG\|200px\|alt={{{Alt\|{{{descripción}}}]] Delia Matte Pérez (1866-1941)                 | [[File:Delia Matte.JPG\|200px\|alt={{{Alt\|{{{descripción}}}]] Delia Matte Pérez (1866-1941)                 | [[File:Delia Matte.JPG\|200px\|alt={{{Alt\|{{{descripción}}}]] Delia Matte Pérez (1866-1941)                 | [[File:Delia Matte.JPG\|200px\|alt={{{Alt\|{{{descripción}}}]] Delia Matte Pérez (1866-1941)                 | [[File:Delia Matte.JPG\|200px\|alt={{{Alt\|{{{descripción}}}]] Delia Matte Pérez (1866-1941)                 | [[File:Delia Matte.JPG\|200px\|alt={{{Alt\|{{{descripción}}}]] Delia Matte Pérez (1866-1941)                 |  |  | | | | | | |  |  | | | | | | |  |  | [[File:Arturo Alessandri Palma.jpg\|160px\|alt={{{Alt\|{{{descripción}}}]] Arturo Alessandri (1868-1950) | [[File:Arturo Alessandri Palma.jpg\|160px\|alt={{{Alt\|{{{descripción}}}]] Arturo Alessandri (1868-1950) | [[File:Arturo Alessandri Palma.jpg\|160px\|alt={{{Alt\|{{{descripción}}}]] Arturo Alessandri (1868-1950) | [[File:Arturo Alessandri Palma.jpg\|160px\|alt={{{Alt\|{{{descripción}}}]] Arturo Alessandri (1868-1950) | [[File:Arturo Alessandri Palma.jpg\|160px\|alt={{{Alt\|{{{descripción}}}]] Arturo Alessandri (1868-1950) | [[File:Arturo Alessandri Palma.jpg\|160px\|alt={{{Alt\|{{{descripción}}}]] Arturo Alessandri (1868-1950) |
| | | | | | | | | | | | | | |                                 |                                 | | | | | | |                               |                               | | | | | | |                                                                                                 |                                                                                                 | | | | | | |                                               |                                               |                                        |                                        | | | | | | | | | | | | |                                   |                                   |                                   |                                   |                                   |                                   |                                 |                                 |                                                                                              |                                                                                              |                                                                                              |                                                                                              |                                                                                              |                                                                                              |  |  |                                    |                                    | | | | | | |                                                                                                 |                                                                                                 | | | | | | |                                         |                                         | | | | | | | | | | | | | | |  |  | | | | | | |  |  | | | | | | |  |  | | | | | | |
| | | | | | | | | | | | | | |                                 |                                 | | | | | | |                               |                               | | | | | | |                                                                                                 |                                                                                                 | | | | | | |                                               |                                               |                                        |                                        | | | | | | | | | | | | |                                   |                                   |                                   |                                   |                                   |                                   |                                 |                                 |                                                                                              |                                                                                              |                                                                                              |                                                                                              |                                                                                              |                                                                                              |  |  |                                    |                                    | | | | | | |                                                                                                 |                                                                                                 | | | | | | |                                         |                                         | | | | | | | | | | | | | | |  |  | | | | | | |  |  | | | | | | |  |  | | | | | | |
| | | | | | | | | | | | | | |                                 |                                 | | | | | | |                               |                               | | | | | | |                                                                                                 |                                                                                                 | | | | | | |                                               |                                               |                                        |                                        | | | | | | | | | | | | |                                   |                                   |                                   |                                   |                                   |                                   |                                 |                                 |                                                                                              |                                                                                              |                                                                                              |                                                                                              |                                                                                              |                                                                                              |  |  |                                    |                                    | | | | | | |                                                                                                 |                                                                                                 | | | | | | |                                         |                                         | | | | | | | | | | | | | | |  |  | | | | | | |  |  | | | | | | |  |  | | | | | | |
| | | | | | | | | | | | | | |                                 |                                 | | | | | | |                               |                               | | | | | | |                                                                                                 |                                                                                                 | | | | | | |                                               |                                               |                                        |                                        | | | | | | | | | | | | |                                   |                                   |                                   |                                   |                                   |                                   |                                 |                                 |                                                                                              |                                                                                              |                                                                                              |                                                                                              |                                                                                              |                                                                                              |  |  |                                    |                                    | | | | | | |                                                                                                 |                                                                                                 | | | | | | |                                         |                                         | | | | | | | | | | | | | | |  |  | | | | | | |  |  | | | | | | |  |  | | | | | | |
| Fam. Larraín | Fam. Larraín | Fam. Larraín | Fam. Larraín | Fam. Larraín | Fam. Larraín | | | | | | | | |                                 |                                 | | | | | | |                               |                               | | | | | | |                                                                                                 |                                                                                                 | | | | | | |                                               |                                               |                                        |                                        | | | | | | | | | | | | |                                   |                                   |                                   |                                   |                                   |                                   |                                 |                                 |                                                                                              |                                                                                              |                                                                                              |                                                                                              |                                                                                              |                                                                                              |  |  | Fam. Valdés                        | Fam. Valdés                        | Fam. Valdés | Fam. Valdés | Fam. Valdés | Fam. Valdés | | |                                                                                                 |                                                                                                 | | | | | F. Alessandri | F. Alessandri | F. Alessandri                           | F. Alessandri                           | F. Alessandri                                                                                                | F. Alessandri                                                                                                | | | | | | | | | | | | |  |  | | | | | | |  |  | | | | | | |  |  | | | | | | |
| Fam. Larraín | Fam. Larraín | Fam. Larraín | Fam. Larraín | Fam. Larraín | Fam. Larraín | | | | | | | | |                                 |                                 | | | | | | |                               |                               | | | | | | |                                                                                                 |                                                                                                 | | | | | | |                                               |                                               |                                        |                                        | | | | | | | | | | | | |                                   |                                   |                                   |                                   |                                   |                                   |                                 |                                 |                                                                                              |                                                                                              |                                                                                              |                                                                                              |                                                                                              |                                                                                              |  |  | Fam. Valdés                        | Fam. Valdés                        | Fam. Valdés | Fam. Valdés | Fam. Valdés | Fam. Valdés | | |                                                                                                 |                                                                                                 | | | | | F. Alessandri | F. Alessandri | F. Alessandri                           | F. Alessandri                           | F. Alessandri                                                                                                | F. Alessandri                                                                                                | | | | | | | | | | | | |  |  | | | | | | |  |  | | | | | | |  |  | | | | | | |
| [[File:Pedro Íñiguez Larraín.jpg\|90px\|alt={{{Alt\|{{{descripción}}}]] Pedro Felipe Iñíguez Larraín (1873-1940)      | [[File:Pedro Íñiguez Larraín.jpg\|90px\|alt={{{Alt\|{{{descripción}}}]] Pedro Felipe Iñíguez Larraín (1873-1940)      | [[File:Pedro Íñiguez Larraín.jpg\|90px\|alt={{{Alt\|{{{descripción}}}]] Pedro Felipe Iñíguez Larraín (1873-1940)      | [[File:Pedro Íñiguez Larraín.jpg\|90px\|alt={{{Alt\|{{{descripción}}}]] Pedro Felipe Iñíguez Larraín (1873-1940)      | [[File:Pedro Íñiguez Larraín.jpg\|90px\|alt={{{Alt\|{{{descripción}}}]] Pedro Felipe Iñíguez Larraín (1873-1940)      | [[File:Pedro Íñiguez Larraín.jpg\|90px\|alt={{{Alt\|{{{descripción}}}]] Pedro Felipe Iñíguez Larraín (1873-1940)      | | | [[File:Rebeca Matte de Iñiguez (cropped).jpg\|100px\|alt={{{Alt\|{{{descripción}}}]] Rebeca Matte Bello (1875-1929) | [[File:Rebeca Matte de Iñiguez (cropped).jpg\|100px\|alt={{{Alt\|{{{descripción}}}]] Rebeca Matte Bello (1875-1929) | [[File:Rebeca Matte de Iñiguez (cropped).jpg\|100px\|alt={{{Alt\|{{{descripción}}}]] Rebeca Matte Bello (1875-1929) | [[File:Rebeca Matte de Iñiguez (cropped).jpg\|100px\|alt={{{Alt\|{{{descripción}}}]] Rebeca Matte Bello (1875-1929) | [[File:Rebeca Matte de Iñiguez (cropped).jpg\|100px\|alt={{{Alt\|{{{descripción}}}]] Rebeca Matte Bello (1875-1929) | [[File:Rebeca Matte de Iñiguez (cropped).jpg\|100px\|alt={{{Alt\|{{{descripción}}}]] Rebeca Matte Bello (1875-1929) |                                 |                                 | | | Elena Pinto Cruz (1876-?)                                                                             | Elena Pinto Cruz (1876-?)                                                                             | Elena Pinto Cruz (1876-?)                                                                             | Elena Pinto Cruz (1876-?)                                                                             | Elena Pinto Cruz (1876-?)     | Elena Pinto Cruz (1876-?)     | | | [[File:Jorge Matte G.jpg\|150px\|alt={{{Alt\|{{{descripción}}}]] Jorge Matte Gormaz (1876-1944)             | [[File:Jorge Matte G.jpg\|150px\|alt={{{Alt\|{{{descripción}}}]] Jorge Matte Gormaz (1876-1944)             | [[File:Jorge Matte G.jpg\|150px\|alt={{{Alt\|{{{descripción}}}]] Jorge Matte Gormaz (1876-1944)             | [[File:Jorge Matte G.jpg\|150px\|alt={{{Alt\|{{{descripción}}}]] Jorge Matte Gormaz (1876-1944)             | [[File:Jorge Matte G.jpg\|150px\|alt={{{Alt\|{{{descripción}}}]] Jorge Matte Gormaz (1876-1944) | [[File:Jorge Matte G.jpg\|150px\|alt={{{Alt\|{{{descripción}}}]] Jorge Matte Gormaz (1876-1944) | | | Ana Matte Gormaz (1876-?)                                                                           | Ana Matte Gormaz (1876-?)                                                                           | Ana Matte Gormaz (1876-?)                                                                           | Ana Matte Gormaz (1876-?)                                                                           | Ana Matte Gormaz (1876-?)                     | Ana Matte Gormaz (1876-?)                     |                                        |                                        | [[File:Pedro García de la Huerta Izquierdo.jpg\|100px\|alt={{{Alt\|{{{descripción}}}]] Pedro García de la Huerta (1869-?) | [[File:Pedro García de la Huerta Izquierdo.jpg\|100px\|alt={{{Alt\|{{{descripción}}}]] Pedro García de la Huerta (1869-?) | [[File:Pedro García de la Huerta Izquierdo.jpg\|100px\|alt={{{Alt\|{{{descripción}}}]] Pedro García de la Huerta (1869-?) | [[File:Pedro García de la Huerta Izquierdo.jpg\|100px\|alt={{{Alt\|{{{descripción}}}]] Pedro García de la Huerta (1869-?) | [[File:Pedro García de la Huerta Izquierdo.jpg\|100px\|alt={{{Alt\|{{{descripción}}}]] Pedro García de la Huerta (1869-?) | [[File:Pedro García de la Huerta Izquierdo.jpg\|100px\|alt={{{Alt\|{{{descripción}}}]] Pedro García de la Huerta (1869-?) | | | | | | | Domingo Matte Larraín (1889-1983) | Domingo Matte Larraín (1889-1983) | Domingo Matte Larraín (1889-1983) | Domingo Matte Larraín (1889-1983) | Domingo Matte Larraín (1889-1983) | Domingo Matte Larraín (1889-1983) |                                 |                                 | [[File:Tata Lucho.jpg\|300px\|alt={{{Alt\|{{{descripción}}}]] Luis Matte Larraín (1891-1936) | [[File:Tata Lucho.jpg\|300px\|alt={{{Alt\|{{{descripción}}}]] Luis Matte Larraín (1891-1936) | [[File:Tata Lucho.jpg\|300px\|alt={{{Alt\|{{{descripción}}}]] Luis Matte Larraín (1891-1936) | [[File:Tata Lucho.jpg\|300px\|alt={{{Alt\|{{{descripción}}}]] Luis Matte Larraín (1891-1936) | [[File:Tata Lucho.jpg\|300px\|alt={{{Alt\|{{{descripción}}}]] Luis Matte Larraín (1891-1936) | [[File:Tata Lucho.jpg\|300px\|alt={{{Alt\|{{{descripción}}}]] Luis Matte Larraín (1891-1936) |  |  | Elvira Valdés Freire (1901-2000)   | Elvira Valdés Freire (1901-2000)   | Elvira Valdés Freire (1901-2000)                                                                                 | Elvira Valdés Freire (1901-2000)                                                                                 | Elvira Valdés Freire (1901-2000)                                                                                 | Elvira Valdés Freire (1901-2000)                                                                                 | | | [[File:Mattelarrain.JPG\|80px\|alt={{{Alt\|{{{descripción}}}]] Arturo Matte Larraín (1893-1980) | [[File:Mattelarrain.JPG\|80px\|alt={{{Alt\|{{{descripción}}}]] Arturo Matte Larraín (1893-1980) | [[File:Mattelarrain.JPG\|80px\|alt={{{Alt\|{{{descripción}}}]] Arturo Matte Larraín (1893-1980)                       | [[File:Mattelarrain.JPG\|80px\|alt={{{Alt\|{{{descripción}}}]] Arturo Matte Larraín (1893-1980)                       | [[File:Mattelarrain.JPG\|80px\|alt={{{Alt\|{{{descripción}}}]] Arturo Matte Larraín (1893-1980)                       | [[File:Mattelarrain.JPG\|80px\|alt={{{Alt\|{{{descripción}}}]] Arturo Matte Larraín (1893-1980)                       | | | Esther Alessandri Rodríguez (1898-1986) | Esther Alessandri Rodríguez (1898-1986) | Esther Alessandri Rodríguez (1898-1986)                                                                      | Esther Alessandri Rodríguez (1898-1986)                                                                      | Esther Alessandri Rodríguez (1898-1986)                                                                      | Esther Alessandri Rodríguez (1898-1986)                                                                      | | | [[File:Benjamín Matte Larraín.png\|110px\|alt={{{Alt\|{{{descripción}}}]] Benjamín Matte Larraín (1902-1982) | [[File:Benjamín Matte Larraín.png\|110px\|alt={{{Alt\|{{{descripción}}}]] Benjamín Matte Larraín (1902-1982) | [[File:Benjamín Matte Larraín.png\|110px\|alt={{{Alt\|{{{descripción}}}]] Benjamín Matte Larraín (1902-1982) | [[File:Benjamín Matte Larraín.png\|110px\|alt={{{Alt\|{{{descripción}}}]] Benjamín Matte Larraín (1902-1982) | [[File:Benjamín Matte Larraín.png\|110px\|alt={{{Alt\|{{{descripción}}}]] Benjamín Matte Larraín (1902-1982) | [[File:Benjamín Matte Larraín.png\|110px\|alt={{{Alt\|{{{descripción}}}]] Benjamín Matte Larraín (1902-1982) | | |  |  | [[File:Guillermo Edwards Matte.jpg\|90px\|alt={{{Alt\|{{{descripción}}}]] Guillermo Edwards Matte (1889-1945)      | [[File:Guillermo Edwards Matte.jpg\|90px\|alt={{{Alt\|{{{descripción}}}]] Guillermo Edwards Matte (1889-1945)      | [[File:Guillermo Edwards Matte.jpg\|90px\|alt={{{Alt\|{{{descripción}}}]] Guillermo Edwards Matte (1889-1945)      | [[File:Guillermo Edwards Matte.jpg\|90px\|alt={{{Alt\|{{{descripción}}}]] Guillermo Edwards Matte (1889-1945)      | [[File:Guillermo Edwards Matte.jpg\|90px\|alt={{{Alt\|{{{descripción}}}]] Guillermo Edwards Matte (1889-1945)      | [[File:Guillermo Edwards Matte.jpg\|90px\|alt={{{Alt\|{{{descripción}}}]] Guillermo Edwards Matte (1889-1945)      |  |  | [[File:Ismael Edwards Matte.jpg\|100px\|alt={{{Alt\|{{{descripción}}}]] Ismael Edwards Matte (1891-1954)  | [[File:Ismael Edwards Matte.jpg\|100px\|alt={{{Alt\|{{{descripción}}}]] Ismael Edwards Matte (1891-1954)  | [[File:Ismael Edwards Matte.jpg\|100px\|alt={{{Alt\|{{{descripción}}}]] Ismael Edwards Matte (1891-1954)  | [[File:Ismael Edwards Matte.jpg\|100px\|alt={{{Alt\|{{{descripción}}}]] Ismael Edwards Matte (1891-1954)  | [[File:Ismael Edwards Matte.jpg\|100px\|alt={{{Alt\|{{{descripción}}}]] Ismael Edwards Matte (1891-1954)  | [[File:Ismael Edwards Matte.jpg\|100px\|alt={{{Alt\|{{{descripción}}}]] Ismael Edwards Matte (1891-1954)  |  |  | | | | | | |
| [[File:Pedro Íñiguez Larraín.jpg\|90px\|alt={{{Alt\|{{{descripción}}}]] Pedro Felipe Iñíguez Larraín (1873-1940)      | [[File:Pedro Íñiguez Larraín.jpg\|90px\|alt={{{Alt\|{{{descripción}}}]] Pedro Felipe Iñíguez Larraín (1873-1940)      | [[File:Pedro Íñiguez Larraín.jpg\|90px\|alt={{{Alt\|{{{descripción}}}]] Pedro Felipe Iñíguez Larraín (1873-1940)      | [[File:Pedro Íñiguez Larraín.jpg\|90px\|alt={{{Alt\|{{{descripción}}}]] Pedro Felipe Iñíguez Larraín (1873-1940)      | [[File:Pedro Íñiguez Larraín.jpg\|90px\|alt={{{Alt\|{{{descripción}}}]] Pedro Felipe Iñíguez Larraín (1873-1940)      | [[File:Pedro Íñiguez Larraín.jpg\|90px\|alt={{{Alt\|{{{descripción}}}]] Pedro Felipe Iñíguez Larraín (1873-1940)      | | | [[File:Rebeca Matte de Iñiguez (cropped).jpg\|100px\|alt={{{Alt\|{{{descripción}}}]] Rebeca Matte Bello (1875-1929) | [[File:Rebeca Matte de Iñiguez (cropped).jpg\|100px\|alt={{{Alt\|{{{descripción}}}]] Rebeca Matte Bello (1875-1929) | [[File:Rebeca Matte de Iñiguez (cropped).jpg\|100px\|alt={{{Alt\|{{{descripción}}}]] Rebeca Matte Bello (1875-1929) | [[File:Rebeca Matte de Iñiguez (cropped).jpg\|100px\|alt={{{Alt\|{{{descripción}}}]] Rebeca Matte Bello (1875-1929) | [[File:Rebeca Matte de Iñiguez (cropped).jpg\|100px\|alt={{{Alt\|{{{descripción}}}]] Rebeca Matte Bello (1875-1929) | [[File:Rebeca Matte de Iñiguez (cropped).jpg\|100px\|alt={{{Alt\|{{{descripción}}}]] Rebeca Matte Bello (1875-1929) |                                 |                                 | | | Elena Pinto Cruz (1876-?)                                                                             | Elena Pinto Cruz (1876-?)                                                                             | Elena Pinto Cruz (1876-?)                                                                             | Elena Pinto Cruz (1876-?)                                                                             | Elena Pinto Cruz (1876-?)     | Elena Pinto Cruz (1876-?)     | | | [[File:Jorge Matte G.jpg\|150px\|alt={{{Alt\|{{{descripción}}}]] Jorge Matte Gormaz (1876-1944)             | [[File:Jorge Matte G.jpg\|150px\|alt={{{Alt\|{{{descripción}}}]] Jorge Matte Gormaz (1876-1944)             | [[File:Jorge Matte G.jpg\|150px\|alt={{{Alt\|{{{descripción}}}]] Jorge Matte Gormaz (1876-1944)             | [[File:Jorge Matte G.jpg\|150px\|alt={{{Alt\|{{{descripción}}}]] Jorge Matte Gormaz (1876-1944)             | [[File:Jorge Matte G.jpg\|150px\|alt={{{Alt\|{{{descripción}}}]] Jorge Matte Gormaz (1876-1944) | [[File:Jorge Matte G.jpg\|150px\|alt={{{Alt\|{{{descripción}}}]] Jorge Matte Gormaz (1876-1944) | | | Ana Matte Gormaz (1876-?)                                                                           | Ana Matte Gormaz (1876-?)                                                                           | Ana Matte Gormaz (1876-?)                                                                           | Ana Matte Gormaz (1876-?)                                                                           | Ana Matte Gormaz (1876-?)                     | Ana Matte Gormaz (1876-?)                     |                                        |                                        | [[File:Pedro García de la Huerta Izquierdo.jpg\|100px\|alt={{{Alt\|{{{descripción}}}]] Pedro García de la Huerta (1869-?) | [[File:Pedro García de la Huerta Izquierdo.jpg\|100px\|alt={{{Alt\|{{{descripción}}}]] Pedro García de la Huerta (1869-?) | [[File:Pedro García de la Huerta Izquierdo.jpg\|100px\|alt={{{Alt\|{{{descripción}}}]] Pedro García de la Huerta (1869-?) | [[File:Pedro García de la Huerta Izquierdo.jpg\|100px\|alt={{{Alt\|{{{descripción}}}]] Pedro García de la Huerta (1869-?) | [[File:Pedro García de la Huerta Izquierdo.jpg\|100px\|alt={{{Alt\|{{{descripción}}}]] Pedro García de la Huerta (1869-?) | [[File:Pedro García de la Huerta Izquierdo.jpg\|100px\|alt={{{Alt\|{{{descripción}}}]] Pedro García de la Huerta (1869-?) | | | | | | | Domingo Matte Larraín (1889-1983) | Domingo Matte Larraín (1889-1983) | Domingo Matte Larraín (1889-1983) | Domingo Matte Larraín (1889-1983) | Domingo Matte Larraín (1889-1983) | Domingo Matte Larraín (1889-1983) |                                 |                                 | [[File:Tata Lucho.jpg\|300px\|alt={{{Alt\|{{{descripción}}}]] Luis Matte Larraín (1891-1936) | [[File:Tata Lucho.jpg\|300px\|alt={{{Alt\|{{{descripción}}}]] Luis Matte Larraín (1891-1936) | [[File:Tata Lucho.jpg\|300px\|alt={{{Alt\|{{{descripción}}}]] Luis Matte Larraín (1891-1936) | [[File:Tata Lucho.jpg\|300px\|alt={{{Alt\|{{{descripción}}}]] Luis Matte Larraín (1891-1936) | [[File:Tata Lucho.jpg\|300px\|alt={{{Alt\|{{{descripción}}}]] Luis Matte Larraín (1891-1936) | [[File:Tata Lucho.jpg\|300px\|alt={{{Alt\|{{{descripción}}}]] Luis Matte Larraín (1891-1936) |  |  | Elvira Valdés Freire (1901-2000)   | Elvira Valdés Freire (1901-2000)   | Elvira Valdés Freire (1901-2000)                                                                                 | Elvira Valdés Freire (1901-2000)                                                                                 | Elvira Valdés Freire (1901-2000)                                                                                 | Elvira Valdés Freire (1901-2000)                                                                                 | | | [[File:Mattelarrain.JPG\|80px\|alt={{{Alt\|{{{descripción}}}]] Arturo Matte Larraín (1893-1980) | [[File:Mattelarrain.JPG\|80px\|alt={{{Alt\|{{{descripción}}}]] Arturo Matte Larraín (1893-1980) | [[File:Mattelarrain.JPG\|80px\|alt={{{Alt\|{{{descripción}}}]] Arturo Matte Larraín (1893-1980)                       | [[File:Mattelarrain.JPG\|80px\|alt={{{Alt\|{{{descripción}}}]] Arturo Matte Larraín (1893-1980)                       | [[File:Mattelarrain.JPG\|80px\|alt={{{Alt\|{{{descripción}}}]] Arturo Matte Larraín (1893-1980)                       | [[File:Mattelarrain.JPG\|80px\|alt={{{Alt\|{{{descripción}}}]] Arturo Matte Larraín (1893-1980)                       | | | Esther Alessandri Rodríguez (1898-1986) | Esther Alessandri Rodríguez (1898-1986) | Esther Alessandri Rodríguez (1898-1986)                                                                      | Esther Alessandri Rodríguez (1898-1986)                                                                      | Esther Alessandri Rodríguez (1898-1986)                                                                      | Esther Alessandri Rodríguez (1898-1986)                                                                      | | | [[File:Benjamín Matte Larraín.png\|110px\|alt={{{Alt\|{{{descripción}}}]] Benjamín Matte Larraín (1902-1982) | [[File:Benjamín Matte Larraín.png\|110px\|alt={{{Alt\|{{{descripción}}}]] Benjamín Matte Larraín (1902-1982) | [[File:Benjamín Matte Larraín.png\|110px\|alt={{{Alt\|{{{descripción}}}]] Benjamín Matte Larraín (1902-1982) | [[File:Benjamín Matte Larraín.png\|110px\|alt={{{Alt\|{{{descripción}}}]] Benjamín Matte Larraín (1902-1982) | [[File:Benjamín Matte Larraín.png\|110px\|alt={{{Alt\|{{{descripción}}}]] Benjamín Matte Larraín (1902-1982) | [[File:Benjamín Matte Larraín.png\|110px\|alt={{{Alt\|{{{descripción}}}]] Benjamín Matte Larraín (1902-1982) | | |  |  | [[File:Guillermo Edwards Matte.jpg\|90px\|alt={{{Alt\|{{{descripción}}}]] Guillermo Edwards Matte (1889-1945)      | [[File:Guillermo Edwards Matte.jpg\|90px\|alt={{{Alt\|{{{descripción}}}]] Guillermo Edwards Matte (1889-1945)      | [[File:Guillermo Edwards Matte.jpg\|90px\|alt={{{Alt\|{{{descripción}}}]] Guillermo Edwards Matte (1889-1945)      | [[File:Guillermo Edwards Matte.jpg\|90px\|alt={{{Alt\|{{{descripción}}}]] Guillermo Edwards Matte (1889-1945)      | [[File:Guillermo Edwards Matte.jpg\|90px\|alt={{{Alt\|{{{descripción}}}]] Guillermo Edwards Matte (1889-1945)      | [[File:Guillermo Edwards Matte.jpg\|90px\|alt={{{Alt\|{{{descripción}}}]] Guillermo Edwards Matte (1889-1945)      |  |  | [[File:Ismael Edwards Matte.jpg\|100px\|alt={{{Alt\|{{{descripción}}}]] Ismael Edwards Matte (1891-1954)  | [[File:Ismael Edwards Matte.jpg\|100px\|alt={{{Alt\|{{{descripción}}}]] Ismael Edwards Matte (1891-1954)  | [[File:Ismael Edwards Matte.jpg\|100px\|alt={{{Alt\|{{{descripción}}}]] Ismael Edwards Matte (1891-1954)  | [[File:Ismael Edwards Matte.jpg\|100px\|alt={{{Alt\|{{{descripción}}}]] Ismael Edwards Matte (1891-1954)  | [[File:Ismael Edwards Matte.jpg\|100px\|alt={{{Alt\|{{{descripción}}}]] Ismael Edwards Matte (1891-1954)  | [[File:Ismael Edwards Matte.jpg\|100px\|alt={{{Alt\|{{{descripción}}}]] Ismael Edwards Matte (1891-1954)  |  |  | | | | | | |
| | | | | | | | | | | | | | |                                 |                                 | | | | | | |                               |                               | | | | | | |                                                                                                 |                                                                                                 | | | | | | |                                               |                                               |                                        |                                        | | | | | | | | | | | | |                                   |                                   |                                   |                                   |                                   |                                   |                                 |                                 |                                                                                              |                                                                                              |                                                                                              |                                                                                              |                                                                                              |                                                                                              |  |  |                                    |                                    | | | | | | |                                                                                                 |                                                                                                 | | | | | | |                                         |                                         | | | | | | | | | | | | | | |  |  | | | | | | |  |  | | | | | | |  |  | | | | | | |
| | | | | | | | | | | | | | |                                 |                                 | | | | | | |                               |                               | | | | | | |                                                                                                 |                                                                                                 | | | | | | |                                               |                                               |                                        |                                        | | | | | | | | | | | | |                                   |                                   |                                   |                                   |                                   |                                   |                                 |                                 |                                                                                              |                                                                                              |                                                                                              |                                                                                              |                                                                                              |                                                                                              |  |  |                                    |                                    | | | | | | |                                                                                                 |                                                                                                 | | | | | | |                                         |                                         | | | | | | | | | | | | | | |  |  | | | | | | |  |  | | | | | | |  |  | | | | | | |
| | | | | | | | | | | | | | |                                 |                                 | | | F. Larraín / Vial                                                                                     | | | |                               |                               | | | | | | |                                                                                                 |                                                                                                 | | | | | | |                                               |                                               |                                        |                                        | | | | | | | | | | | | |                                   |                                   |                                   |                                   |                                   |                                   |                                 |                                 |                                                                                              |                                                                                              |                                                                                              |                                                                                              |                                                                                              |                                                                                              |  |  |                                    |                                    | | | | | | |                                                                                                 |                                                                                                 | | | | | | |                                         |                                         | | | | | | | | | | | | | | |  |  | | | | | | |  |  | | | | | | |  |  | | | | | | |
| | | | | | | | | | | | | | |                                 |                                 | | | | | | |                               |                               | | | | | | |                                                                                                 |                                                                                                 | | | | | | |                                               |                                               |                                        |                                        | | | | | | | | | | | | |                                   |                                   |                                   |                                   |                                   |                                   |                                 |                                 |                                                                                              |                                                                                              |                                                                                              |                                                                                              |                                                                                              |                                                                                              |  |  |                                    |                                    | | | | | | |                                                                                                 |                                                                                                 | | | | | | |                                         |                                         | | | | | | | | | | | | | | |  |  | | | | | | |  |  | | | | | | |  |  | | | | | | |
| [[File:Lily Íñiguez (1902-1926).jpg\|150px\|alt={{{Alt\|{{{descripción}}}]] Eleonora «Lily» Iñiguez Matte (1902-1926) | [[File:Lily Íñiguez (1902-1926).jpg\|150px\|alt={{{Alt\|{{{descripción}}}]] Eleonora «Lily» Iñiguez Matte (1902-1926) | [[File:Lily Íñiguez (1902-1926).jpg\|150px\|alt={{{Alt\|{{{descripción}}}]] Eleonora «Lily» Iñiguez Matte (1902-1926) | [[File:Lily Íñiguez (1902-1926).jpg\|150px\|alt={{{Alt\|{{{descripción}}}]] Eleonora «Lily» Iñiguez Matte (1902-1926) | [[File:Lily Íñiguez (1902-1926).jpg\|150px\|alt={{{Alt\|{{{descripción}}}]] Eleonora «Lily» Iñiguez Matte (1902-1926) | [[File:Lily Íñiguez (1902-1926).jpg\|150px\|alt={{{Alt\|{{{descripción}}}]] Eleonora «Lily» Iñiguez Matte (1902-1926) | | | | | Eliodoro Matte Ossa (1905-2000)                                                                                     | Eliodoro Matte Ossa (1905-2000)                                                                                     | Eliodoro Matte Ossa (1905-2000)                                                                                     | Eliodoro Matte Ossa (1905-2000)                                                                                     | Eliodoro Matte Ossa (1905-2000) | Eliodoro Matte Ossa (1905-2000) | | | María Larraín Vial (1920-?) *                                                                         | María Larraín Vial (1920-?) *                                                                         | María Larraín Vial (1920-?) *                                                                         | María Larraín Vial (1920-?) *                                                                         | María Larraín Vial (1920-?) * | María Larraín Vial (1920-?) * | | | Pedro García de la Huerta Matte (1903-1994)                                                                 | Pedro García de la Huerta Matte (1903-1994)                                                                 | Pedro García de la Huerta Matte (1903-1994)                                                                 | Pedro García de la Huerta Matte (1903-1994)                                                                 | Pedro García de la Huerta Matte (1903-1994)                                                     | Pedro García de la Huerta Matte (1903-1994)                                                     | | | Fernando Eleodoro Rodríguez Matte (1918-1998)                                                       | Fernando Eleodoro Rodríguez Matte (1918-1998)                                                       | Fernando Eleodoro Rodríguez Matte (1918-1998)                                                       | Fernando Eleodoro Rodríguez Matte (1918-1998)                                                       | Fernando Eleodoro Rodríguez Matte (1918-1998) | Fernando Eleodoro Rodríguez Matte (1918-1998) |                                        |                                        | | | Ignacio Matte Blanco (1908-1955)                                                                                          | Ignacio Matte Blanco (1908-1955)                                                                                          | Ignacio Matte Blanco (1908-1955)                                                                                          | Ignacio Matte Blanco (1908-1955)                                                                                          | Ignacio Matte Blanco (1908-1955)                                                                             | Ignacio Matte Blanco (1908-1955)                                                                             | | | | | Luis Matte Valdés (1933-2019)     | Luis Matte Valdés (1933-2019)     | Luis Matte Valdés (1933-2019)     | Luis Matte Valdés (1933-2019)     | Luis Matte Valdés (1933-2019)     | Luis Matte Valdés (1933-2019)     |                                 |                                 | Patricia Verdugo Aguirre (1947-2008)                                                         | Patricia Verdugo Aguirre (1947-2008)                                                         | Patricia Verdugo Aguirre (1947-2008)                                                         | Patricia Verdugo Aguirre (1947-2008)                                                         | Patricia Verdugo Aguirre (1947-2008)                                                         | Patricia Verdugo Aguirre (1947-2008)                                                         |  |  |                                    |                                    | Ester Matte Alessandri (1920-1997)                                                                               | Ester Matte Alessandri (1920-1997)                                                                               | Ester Matte Alessandri (1920-1997)                                                                               | Ester Matte Alessandri (1920-1997)                                                                               | Ester Matte Alessandri (1920-1997)                                                                               | Ester Matte Alessandri (1920-1997)                                                                               |                                                                                                 |                                                                                                 | [[File:Arturomattealessandri.jpg\|80px\|alt={{{Alt\|{{{descripción}}}]] Arturo Matte Alessandri (1924-1965)           | [[File:Arturomattealessandri.jpg\|80px\|alt={{{Alt\|{{{descripción}}}]] Arturo Matte Alessandri (1924-1965)           | [[File:Arturomattealessandri.jpg\|80px\|alt={{{Alt\|{{{descripción}}}]] Arturo Matte Alessandri (1924-1965)           | [[File:Arturomattealessandri.jpg\|80px\|alt={{{Alt\|{{{descripción}}}]] Arturo Matte Alessandri (1924-1965)           | [[File:Arturomattealessandri.jpg\|80px\|alt={{{Alt\|{{{descripción}}}]] Arturo Matte Alessandri (1924-1965)           | [[File:Arturomattealessandri.jpg\|80px\|alt={{{Alt\|{{{descripción}}}]] Arturo Matte Alessandri (1924-1965)           |                                         |                                         | Adrana Matte Alessandri (1926-2000)                                                                          | Adrana Matte Alessandri (1926-2000)                                                                          | Adrana Matte Alessandri (1926-2000)                                                                          | Adrana Matte Alessandri (1926-2000)                                                                          | Adrana Matte Alessandri (1926-2000)                                                                          | Adrana Matte Alessandri (1926-2000)                                                                          | | | [[File:Máximo Pacheco Gómez.jpg\|70px\|alt={{{Alt\|{{{descripción}}}]] Máximo José Pacheco Gómez (1924-2012) | [[File:Máximo Pacheco Gómez.jpg\|70px\|alt={{{Alt\|{{{descripción}}}]] Máximo José Pacheco Gómez (1924-2012) | [[File:Máximo Pacheco Gómez.jpg\|70px\|alt={{{Alt\|{{{descripción}}}]] Máximo José Pacheco Gómez (1924-2012) | [[File:Máximo Pacheco Gómez.jpg\|70px\|alt={{{Alt\|{{{descripción}}}]] Máximo José Pacheco Gómez (1924-2012) | [[File:Máximo Pacheco Gómez.jpg\|70px\|alt={{{Alt\|{{{descripción}}}]] Máximo José Pacheco Gómez (1924-2012) | [[File:Máximo Pacheco Gómez.jpg\|70px\|alt={{{Alt\|{{{descripción}}}]] Máximo José Pacheco Gómez (1924-2012) |  |  | [[File:Eugenio Matte Hurtado-Jornada.jpg\|120px\|alt={{{Alt\|{{{descripción}}}]] Eugenio Matte Hurtado (1895-1934) | [[File:Eugenio Matte Hurtado-Jornada.jpg\|120px\|alt={{{Alt\|{{{descripción}}}]] Eugenio Matte Hurtado (1895-1934) | [[File:Eugenio Matte Hurtado-Jornada.jpg\|120px\|alt={{{Alt\|{{{descripción}}}]] Eugenio Matte Hurtado (1895-1934) | [[File:Eugenio Matte Hurtado-Jornada.jpg\|120px\|alt={{{Alt\|{{{descripción}}}]] Eugenio Matte Hurtado (1895-1934) | [[File:Eugenio Matte Hurtado-Jornada.jpg\|120px\|alt={{{Alt\|{{{descripción}}}]] Eugenio Matte Hurtado (1895-1934) | [[File:Eugenio Matte Hurtado-Jornada.jpg\|120px\|alt={{{Alt\|{{{descripción}}}]] Eugenio Matte Hurtado (1895-1934) |  |  | Domingo Godoy Matte (1922-2013)                                                                           | Domingo Godoy Matte (1922-2013)                                                                           | Domingo Godoy Matte (1922-2013)                                                                           | Domingo Godoy Matte (1922-2013)                                                                           | Domingo Godoy Matte (1922-2013)                                                                           | Domingo Godoy Matte (1922-2013)                                                                           |  |  | | | | | | |
| [[File:Lily Íñiguez (1902-1926).jpg\|150px\|alt={{{Alt\|{{{descripción}}}]] Eleonora «Lily» Iñiguez Matte (1902-1926) | [[File:Lily Íñiguez (1902-1926).jpg\|150px\|alt={{{Alt\|{{{descripción}}}]] Eleonora «Lily» Iñiguez Matte (1902-1926) | [[File:Lily Íñiguez (1902-1926).jpg\|150px\|alt={{{Alt\|{{{descripción}}}]] Eleonora «Lily» Iñiguez Matte (1902-1926) | [[File:Lily Íñiguez (1902-1926).jpg\|150px\|alt={{{Alt\|{{{descripción}}}]] Eleonora «Lily» Iñiguez Matte (1902-1926) | [[File:Lily Íñiguez (1902-1926).jpg\|150px\|alt={{{Alt\|{{{descripción}}}]] Eleonora «Lily» Iñiguez Matte (1902-1926) | [[File:Lily Íñiguez (1902-1926).jpg\|150px\|alt={{{Alt\|{{{descripción}}}]] Eleonora «Lily» Iñiguez Matte (1902-1926) | | | | | Eliodoro Matte Ossa (1905-2000)                                                                                     | Eliodoro Matte Ossa (1905-2000)                                                                                     | Eliodoro Matte Ossa (1905-2000)                                                                                     | Eliodoro Matte Ossa (1905-2000)                                                                                     | Eliodoro Matte Ossa (1905-2000) | Eliodoro Matte Ossa (1905-2000) | | | María Larraín Vial (1920-?) *                                                                         | María Larraín Vial (1920-?) *                                                                         | María Larraín Vial (1920-?) *                                                                         | María Larraín Vial (1920-?) *                                                                         | María Larraín Vial (1920-?) * | María Larraín Vial (1920-?) * | | | Pedro García de la Huerta Matte (1903-1994)                                                                 | Pedro García de la Huerta Matte (1903-1994)                                                                 | Pedro García de la Huerta Matte (1903-1994)                                                                 | Pedro García de la Huerta Matte (1903-1994)                                                                 | Pedro García de la Huerta Matte (1903-1994)                                                     | Pedro García de la Huerta Matte (1903-1994)                                                     | | | Fernando Eleodoro Rodríguez Matte (1918-1998)                                                       | Fernando Eleodoro Rodríguez Matte (1918-1998)                                                       | Fernando Eleodoro Rodríguez Matte (1918-1998)                                                       | Fernando Eleodoro Rodríguez Matte (1918-1998)                                                       | Fernando Eleodoro Rodríguez Matte (1918-1998) | Fernando Eleodoro Rodríguez Matte (1918-1998) |                                        |                                        | | | Ignacio Matte Blanco (1908-1955)                                                                                          | Ignacio Matte Blanco (1908-1955)                                                                                          | Ignacio Matte Blanco (1908-1955)                                                                                          | Ignacio Matte Blanco (1908-1955)                                                                                          | Ignacio Matte Blanco (1908-1955)                                                                             | Ignacio Matte Blanco (1908-1955)                                                                             | | | | | Luis Matte Valdés (1933-2019)     | Luis Matte Valdés (1933-2019)     | Luis Matte Valdés (1933-2019)     | Luis Matte Valdés (1933-2019)     | Luis Matte Valdés (1933-2019)     | Luis Matte Valdés (1933-2019)     |                                 |                                 | Patricia Verdugo Aguirre (1947-2008)                                                         | Patricia Verdugo Aguirre (1947-2008)                                                         | Patricia Verdugo Aguirre (1947-2008)                                                         | Patricia Verdugo Aguirre (1947-2008)                                                         | Patricia Verdugo Aguirre (1947-2008)                                                         | Patricia Verdugo Aguirre (1947-2008)                                                         |  |  |                                    |                                    | Ester Matte Alessandri (1920-1997)                                                                               | Ester Matte Alessandri (1920-1997)                                                                               | Ester Matte Alessandri (1920-1997)                                                                               | Ester Matte Alessandri (1920-1997)                                                                               | Ester Matte Alessandri (1920-1997)                                                                               | Ester Matte Alessandri (1920-1997)                                                                               |                                                                                                 |                                                                                                 | [[File:Arturomattealessandri.jpg\|80px\|alt={{{Alt\|{{{descripción}}}]] Arturo Matte Alessandri (1924-1965)           | [[File:Arturomattealessandri.jpg\|80px\|alt={{{Alt\|{{{descripción}}}]] Arturo Matte Alessandri (1924-1965)           | [[File:Arturomattealessandri.jpg\|80px\|alt={{{Alt\|{{{descripción}}}]] Arturo Matte Alessandri (1924-1965)           | [[File:Arturomattealessandri.jpg\|80px\|alt={{{Alt\|{{{descripción}}}]] Arturo Matte Alessandri (1924-1965)           | [[File:Arturomattealessandri.jpg\|80px\|alt={{{Alt\|{{{descripción}}}]] Arturo Matte Alessandri (1924-1965)           | [[File:Arturomattealessandri.jpg\|80px\|alt={{{Alt\|{{{descripción}}}]] Arturo Matte Alessandri (1924-1965)           |                                         |                                         | Adrana Matte Alessandri (1926-2000)                                                                          | Adrana Matte Alessandri (1926-2000)                                                                          | Adrana Matte Alessandri (1926-2000)                                                                          | Adrana Matte Alessandri (1926-2000)                                                                          | Adrana Matte Alessandri (1926-2000)                                                                          | Adrana Matte Alessandri (1926-2000)                                                                          | | | [[File:Máximo Pacheco Gómez.jpg\|70px\|alt={{{Alt\|{{{descripción}}}]] Máximo José Pacheco Gómez (1924-2012) | [[File:Máximo Pacheco Gómez.jpg\|70px\|alt={{{Alt\|{{{descripción}}}]] Máximo José Pacheco Gómez (1924-2012) | [[File:Máximo Pacheco Gómez.jpg\|70px\|alt={{{Alt\|{{{descripción}}}]] Máximo José Pacheco Gómez (1924-2012) | [[File:Máximo Pacheco Gómez.jpg\|70px\|alt={{{Alt\|{{{descripción}}}]] Máximo José Pacheco Gómez (1924-2012) | [[File:Máximo Pacheco Gómez.jpg\|70px\|alt={{{Alt\|{{{descripción}}}]] Máximo José Pacheco Gómez (1924-2012) | [[File:Máximo Pacheco Gómez.jpg\|70px\|alt={{{Alt\|{{{descripción}}}]] Máximo José Pacheco Gómez (1924-2012) |  |  | [[File:Eugenio Matte Hurtado-Jornada.jpg\|120px\|alt={{{Alt\|{{{descripción}}}]] Eugenio Matte Hurtado (1895-1934) | [[File:Eugenio Matte Hurtado-Jornada.jpg\|120px\|alt={{{Alt\|{{{descripción}}}]] Eugenio Matte Hurtado (1895-1934) | [[File:Eugenio Matte Hurtado-Jornada.jpg\|120px\|alt={{{Alt\|{{{descripción}}}]] Eugenio Matte Hurtado (1895-1934) | [[File:Eugenio Matte Hurtado-Jornada.jpg\|120px\|alt={{{Alt\|{{{descripción}}}]] Eugenio Matte Hurtado (1895-1934) | [[File:Eugenio Matte Hurtado-Jornada.jpg\|120px\|alt={{{Alt\|{{{descripción}}}]] Eugenio Matte Hurtado (1895-1934) | [[File:Eugenio Matte Hurtado-Jornada.jpg\|120px\|alt={{{Alt\|{{{descripción}}}]] Eugenio Matte Hurtado (1895-1934) |  |  | Domingo Godoy Matte (1922-2013)                                                                           | Domingo Godoy Matte (1922-2013)                                                                           | Domingo Godoy Matte (1922-2013)                                                                           | Domingo Godoy Matte (1922-2013)                                                                           | Domingo Godoy Matte (1922-2013)                                                                           | Domingo Godoy Matte (1922-2013)                                                                           |  |  | | | | | | |
| | | | | | | | | | | | | | |                                 |                                 | | | | | | |                               |                               | | | | | | |                                                                                                 |                                                                                                 | | | | | | |                                               |                                               |                                        |                                        | | | | | | | | | | | | |                                   |                                   |                                   |                                   |                                   |                                   |                                 |                                 |                                                                                              |                                                                                              |                                                                                              |                                                                                              |                                                                                              |                                                                                              |  |  |                                    |                                    | | | | | | |                                                                                                 |                                                                                                 | | | | | | |                                         |                                         | | | | | | | | | | | | | | |  |  | nota | nota | nota | nota | nota | nota |  |  | nota | nota | nota | nota | nota | nota |  |  | | | | | | |
| Fam. Larraín | Fam. Larraín | Fam. Larraín | Fam. Larraín | Fam. Larraín | Fam. Larraín | | | | | | | | |                                 |                                 | | | | | | |                               |                               | | | | | | |                                                                                                 |                                                                                                 | | | | | | |                                               |                                               |                                        |                                        | | | | | | | | | | | | |                                   |                                   |                                   |                                   |                                   |                                   |                                 |                                 |                                                                                              |                                                                                              |                                                                                              |                                                                                              |                                                                                              |                                                                                              |  |  |                                    |                                    | Fam. Larraín | Fam. Larraín | Fam. Larraín | Fam. Larraín | Fam. Larraín | Fam. Larraín |                                                                                                 |                                                                                                 | | | | | | |                                         |                                         | | | | | | | | | | | | | | |  |  | nota | nota | nota | nota | nota | nota |  |  | nota | nota | nota | nota | nota | nota |  |  | | | | | | |
| Fam. Larraín | Fam. Larraín | Fam. Larraín | Fam. Larraín | Fam. Larraín | Fam. Larraín | | | | | | | | |                                 |                                 | | | | | | |                               |                               | | | | | | |                                                                                                 |                                                                                                 | | | | | | |                                               |                                               |                                        |                                        | | | | | | | | | | | | |                                   |                                   |                                   |                                   |                                   |                                   |                                 |                                 |                                                                                              |                                                                                              |                                                                                              |                                                                                              |                                                                                              |                                                                                              |  |  |                                    |                                    | Fam. Larraín | Fam. Larraín | Fam. Larraín | Fam. Larraín | Fam. Larraín | Fam. Larraín |                                                                                                 |                                                                                                 | | | | | | |                                         |                                         | | | | | | | | | | | | | | |  |  | | | | | | |  |  | | | | | | |  |  | | | | | | |
| Jorge Gabriel Larraín Bunster (n. 1940) *                                                                             | Jorge Gabriel Larraín Bunster (n. 1940) *                                                                             | Jorge Gabriel Larraín Bunster (n. 1940) *                                                                             | Jorge Gabriel Larraín Bunster (n. 1940) *                                                                             | Jorge Gabriel Larraín Bunster (n. 1940) *                                                                             | Jorge Gabriel Larraín Bunster (n. 1940) *                                                                             | | | Patricia Matte Larraín (n. 1943)                                                                                    | Patricia Matte Larraín (n. 1943)                                                                                    | Patricia Matte Larraín (n. 1943)                                                                                    | Patricia Matte Larraín (n. 1943)                                                                                    | Patricia Matte Larraín (n. 1943)                                                                                    | Patricia Matte Larraín (n. 1943)                                                                                    |                                 |                                 | Eliodoro Matte Larraín (n. 1945)                                                                      | Eliodoro Matte Larraín (n. 1945)                                                                      | Eliodoro Matte Larraín (n. 1945)                                                                      | Eliodoro Matte Larraín (n. 1945)                                                                      | Eliodoro Matte Larraín (n. 1945)                                                                      | Eliodoro Matte Larraín (n. 1945)                                                                      |                               |                               | Bernardo Matte Larraín (n. 1955)                                                                            | Bernardo Matte Larraín (n. 1955)                                                                            | Bernardo Matte Larraín (n. 1955)                                                                            | Bernardo Matte Larraín (n. 1955)                                                                            | Bernardo Matte Larraín (n. 1955)                                                                            | Bernardo Matte Larraín (n. 1955)                                                                            |                                                                                                 |                                                                                                 | | | | | | |                                               |                                               |                                        |                                        | | | | | | | | | | | | |                                   |                                   |                                   |                                   |                                   |                                   |                                 |                                 |                                                                                              |                                                                                              |                                                                                              |                                                                                              |                                                                                              |                                                                                              |  |  |                                    |                                    | [[File:HERNAN LARRAIN.jpg\|110px\|alt={{{Alt\|{{{descripción}}}]] Hernán Larraín Fernández (n. 1947)             | [[File:HERNAN LARRAIN.jpg\|110px\|alt={{{Alt\|{{{descripción}}}]] Hernán Larraín Fernández (n. 1947)             | [[File:HERNAN LARRAIN.jpg\|110px\|alt={{{Alt\|{{{descripción}}}]] Hernán Larraín Fernández (n. 1947)             | [[File:HERNAN LARRAIN.jpg\|110px\|alt={{{Alt\|{{{descripción}}}]] Hernán Larraín Fernández (n. 1947)             | [[File:HERNAN LARRAIN.jpg\|110px\|alt={{{Alt\|{{{descripción}}}]] Hernán Larraín Fernández (n. 1947)             | [[File:HERNAN LARRAIN.jpg\|110px\|alt={{{Alt\|{{{descripción}}}]] Hernán Larraín Fernández (n. 1947)             |                                                                                                 |                                                                                                 | [[File:Magdalena Matte.jpg\|110px\|alt={{{Alt\|{{{descripción}}}]] Magdalena Matte Lecaros (n. 1950)                  | [[File:Magdalena Matte.jpg\|110px\|alt={{{Alt\|{{{descripción}}}]] Magdalena Matte Lecaros (n. 1950)                  | [[File:Magdalena Matte.jpg\|110px\|alt={{{Alt\|{{{descripción}}}]] Magdalena Matte Lecaros (n. 1950)                  | [[File:Magdalena Matte.jpg\|110px\|alt={{{Alt\|{{{descripción}}}]] Magdalena Matte Lecaros (n. 1950)                  | [[File:Magdalena Matte.jpg\|110px\|alt={{{Alt\|{{{descripción}}}]] Magdalena Matte Lecaros (n. 1950)                  | [[File:Magdalena Matte.jpg\|110px\|alt={{{Alt\|{{{descripción}}}]] Magdalena Matte Lecaros (n. 1950)                  |                                         |                                         | | | | | [[File:Máximo Pacheco 2020.jpg\|90px\|alt={{{Alt\|{{{descripción}}}]] Jorge Máximo Pacheco Matte (n. 1953)   | [[File:Máximo Pacheco 2020.jpg\|90px\|alt={{{Alt\|{{{descripción}}}]] Jorge Máximo Pacheco Matte (n. 1953)   | [[File:Máximo Pacheco 2020.jpg\|90px\|alt={{{Alt\|{{{descripción}}}]] Jorge Máximo Pacheco Matte (n. 1953)   | [[File:Máximo Pacheco 2020.jpg\|90px\|alt={{{Alt\|{{{descripción}}}]] Jorge Máximo Pacheco Matte (n. 1953)   | [[File:Máximo Pacheco 2020.jpg\|90px\|alt={{{Alt\|{{{descripción}}}]] Jorge Máximo Pacheco Matte (n. 1953)   | [[File:Máximo Pacheco 2020.jpg\|90px\|alt={{{Alt\|{{{descripción}}}]] Jorge Máximo Pacheco Matte (n. 1953)   | | | | |  |  | | | | | | |  |  | | | | | | |  |  | | | | | | |
| Jorge Gabriel Larraín Bunster (n. 1940) *                                                                             | Jorge Gabriel Larraín Bunster (n. 1940) *                                                                             | Jorge Gabriel Larraín Bunster (n. 1940) *                                                                             | Jorge Gabriel Larraín Bunster (n. 1940) *                                                                             | Jorge Gabriel Larraín Bunster (n. 1940) *                                                                             | Jorge Gabriel Larraín Bunster (n. 1940) *                                                                             | | | Patricia Matte Larraín (n. 1943)                                                                                    | Patricia Matte Larraín (n. 1943)                                                                                    | Patricia Matte Larraín (n. 1943)                                                                                    | Patricia Matte Larraín (n. 1943)                                                                                    | Patricia Matte Larraín (n. 1943)                                                                                    | Patricia Matte Larraín (n. 1943)                                                                                    |                                 |                                 | Eliodoro Matte Larraín (n. 1945)                                                                      | Eliodoro Matte Larraín (n. 1945)                                                                      | Eliodoro Matte Larraín (n. 1945)                                                                      | Eliodoro Matte Larraín (n. 1945)                                                                      | Eliodoro Matte Larraín (n. 1945)                                                                      | Eliodoro Matte Larraín (n. 1945)                                                                      |                               |                               | Bernardo Matte Larraín (n. 1955)                                                                            | Bernardo Matte Larraín (n. 1955)                                                                            | Bernardo Matte Larraín (n. 1955)                                                                            | Bernardo Matte Larraín (n. 1955)                                                                            | Bernardo Matte Larraín (n. 1955)                                                                            | Bernardo Matte Larraín (n. 1955)                                                                            |                                                                                                 |                                                                                                 | | | | | | |                                               |                                               |                                        |                                        | | | | | | | | | | | | |                                   |                                   |                                   |                                   |                                   |                                   |                                 |                                 |                                                                                              |                                                                                              |                                                                                              |                                                                                              |                                                                                              |                                                                                              |  |  |                                    |                                    | [[File:HERNAN LARRAIN.jpg\|110px\|alt={{{Alt\|{{{descripción}}}]] Hernán Larraín Fernández (n. 1947)             | [[File:HERNAN LARRAIN.jpg\|110px\|alt={{{Alt\|{{{descripción}}}]] Hernán Larraín Fernández (n. 1947)             | [[File:HERNAN LARRAIN.jpg\|110px\|alt={{{Alt\|{{{descripción}}}]] Hernán Larraín Fernández (n. 1947)             | [[File:HERNAN LARRAIN.jpg\|110px\|alt={{{Alt\|{{{descripción}}}]] Hernán Larraín Fernández (n. 1947)             | [[File:HERNAN LARRAIN.jpg\|110px\|alt={{{Alt\|{{{descripción}}}]] Hernán Larraín Fernández (n. 1947)             | [[File:HERNAN LARRAIN.jpg\|110px\|alt={{{Alt\|{{{descripción}}}]] Hernán Larraín Fernández (n. 1947)             |                                                                                                 |                                                                                                 | [[File:Magdalena Matte.jpg\|110px\|alt={{{Alt\|{{{descripción}}}]] Magdalena Matte Lecaros (n. 1950)                  | [[File:Magdalena Matte.jpg\|110px\|alt={{{Alt\|{{{descripción}}}]] Magdalena Matte Lecaros (n. 1950)                  | [[File:Magdalena Matte.jpg\|110px\|alt={{{Alt\|{{{descripción}}}]] Magdalena Matte Lecaros (n. 1950)                  | [[File:Magdalena Matte.jpg\|110px\|alt={{{Alt\|{{{descripción}}}]] Magdalena Matte Lecaros (n. 1950)                  | [[File:Magdalena Matte.jpg\|110px\|alt={{{Alt\|{{{descripción}}}]] Magdalena Matte Lecaros (n. 1950)                  | [[File:Magdalena Matte.jpg\|110px\|alt={{{Alt\|{{{descripción}}}]] Magdalena Matte Lecaros (n. 1950)                  |                                         |                                         | | | | | [[File:Máximo Pacheco 2020.jpg\|90px\|alt={{{Alt\|{{{descripción}}}]] Jorge Máximo Pacheco Matte (n. 1953)   | [[File:Máximo Pacheco 2020.jpg\|90px\|alt={{{Alt\|{{{descripción}}}]] Jorge Máximo Pacheco Matte (n. 1953)   | [[File:Máximo Pacheco 2020.jpg\|90px\|alt={{{Alt\|{{{descripción}}}]] Jorge Máximo Pacheco Matte (n. 1953)   | [[File:Máximo Pacheco 2020.jpg\|90px\|alt={{{Alt\|{{{descripción}}}]] Jorge Máximo Pacheco Matte (n. 1953)   | [[File:Máximo Pacheco 2020.jpg\|90px\|alt={{{Alt\|{{{descripción}}}]] Jorge Máximo Pacheco Matte (n. 1953)   | [[File:Máximo Pacheco 2020.jpg\|90px\|alt={{{Alt\|{{{descripción}}}]] Jorge Máximo Pacheco Matte (n. 1953)   | | | | |  |  | | | | | | |  |  | | | | | | |  |  | | | | | | |
| | | | | | | | | | | | | | |                                 |                                 | | | | | | |                               |                               | | | | | | |                                                                                                 |                                                                                                 | | | | | | |                                               |                                               |                                        |                                        | | | | | | | | | | | | |                                   |                                   |                                   |                                   |                                   |                                   |                                 |                                 |                                                                                              |                                                                                              |                                                                                              |                                                                                              |                                                                                              |                                                                                              |  |  |                                    |                                    | | | | | | |                                                                                                 |                                                                                                 | | | | | | |                                         |                                         | | | | | | | | | | | | | | |  |  | | | | | | |  |  | | | | | | |  |  | | | | | | |
| | | | | | | | | | | | | | |                                 |                                 | | | | | | |                               |                               | | | | | | |                                                                                                 |                                                                                                 | | | | | | |                                               |                                               |                                        |                                        | | | | | | | | | | | | |                                   |                                   |                                   |                                   |                                   |                                   |                                 |                                 |                                                                                              |                                                                                              |                                                                                              |                                                                                              |                                                                                              |                                                                                              |  |  |                                    |                                    | | | | | | |                                                                                                 |                                                                                                 | | | | | | |                                         |                                         | | | | | | | | | | | | | | |  |  | | | | | | |  |  | Fam. Larraín                                                                                              | | | | | |  |  | | | | | | |
| | | | | | | | | | | | | | |                                 |                                 | | | | | | |                               |                               | | | | | | |                                                                                                 |                                                                                                 | | | | | | |                                               |                                               |                                        |                                        | | | | | | | | | | | | |                                   |                                   |                                   |                                   |                                   |                                   |                                 |                                 |                                                                                              |                                                                                              |                                                                                              |                                                                                              |                                                                                              |                                                                                              |  |  |                                    |                                    | | | | | | |                                                                                                 |                                                                                                 | | | | | | |                                         |                                         | | | | | | | | | | | | | | |  |  | | | | | | |  |  | | | | | | |  |  | | | | | | |
| | | | | [[File:BERNARDO LARRAÍN MATTE (2018).jpg\|90px\|alt={{{Alt\|{{{descripción}}}]] Bernardo Larraín Matte (n. 1966)      | [[File:BERNARDO LARRAÍN MATTE (2018).jpg\|90px\|alt={{{Alt\|{{{descripción}}}]] Bernardo Larraín Matte (n. 1966)      | [[File:BERNARDO LARRAÍN MATTE (2018).jpg\|90px\|alt={{{Alt\|{{{descripción}}}]] Bernardo Larraín Matte (n. 1966) | [[File:BERNARDO LARRAÍN MATTE (2018).jpg\|90px\|alt={{{Alt\|{{{descripción}}}]] Bernardo Larraín Matte (n. 1966) | [[File:BERNARDO LARRAÍN MATTE (2018).jpg\|90px\|alt={{{Alt\|{{{descripción}}}]] Bernardo Larraín Matte (n. 1966)    | [[File:BERNARDO LARRAÍN MATTE (2018).jpg\|90px\|alt={{{Alt\|{{{descripción}}}]] Bernardo Larraín Matte (n. 1966)    | | | | |                                 |                                 | | | | | | |                               |                               | | | | | | |                                                                                                 |                                                                                                 | | | | | | |                                               |                                               |                                        |                                        | | | | | | | | | | | | |                                   |                                   |                                   |                                   |                                   |                                   |                                 |                                 |                                                                                              |                                                                                              |                                                                                              |                                                                                              |                                                                                              |                                                                                              |  |  |                                    |                                    | [[File:Hernan Larrain Matte (cropped).jpg\|100px\|alt={{{Alt\|{{{descripción}}}]] Hernán Larraín Matte (n. 1974) | [[File:Hernan Larrain Matte (cropped).jpg\|100px\|alt={{{Alt\|{{{descripción}}}]] Hernán Larraín Matte (n. 1974) | [[File:Hernan Larrain Matte (cropped).jpg\|100px\|alt={{{Alt\|{{{descripción}}}]] Hernán Larraín Matte (n. 1974) | [[File:Hernan Larrain Matte (cropped).jpg\|100px\|alt={{{Alt\|{{{descripción}}}]] Hernán Larraín Matte (n. 1974) | [[File:Hernan Larrain Matte (cropped).jpg\|100px\|alt={{{Alt\|{{{descripción}}}]] Hernán Larraín Matte (n. 1974) | [[File:Hernan Larrain Matte (cropped).jpg\|100px\|alt={{{Alt\|{{{descripción}}}]] Hernán Larraín Matte (n. 1974) |                                                                                                 |                                                                                                 | [[File:Pablo Larraín (30116382680) (cropped).jpg\|80px\|alt={{{Alt\|{{{descripción}}}]] Pablo Larraín Matte (n. 1976) | [[File:Pablo Larraín (30116382680) (cropped).jpg\|80px\|alt={{{Alt\|{{{descripción}}}]] Pablo Larraín Matte (n. 1976) | [[File:Pablo Larraín (30116382680) (cropped).jpg\|80px\|alt={{{Alt\|{{{descripción}}}]] Pablo Larraín Matte (n. 1976) | [[File:Pablo Larraín (30116382680) (cropped).jpg\|80px\|alt={{{Alt\|{{{descripción}}}]] Pablo Larraín Matte (n. 1976) | [[File:Pablo Larraín (30116382680) (cropped).jpg\|80px\|alt={{{Alt\|{{{descripción}}}]] Pablo Larraín Matte (n. 1976) | [[File:Pablo Larraín (30116382680) (cropped).jpg\|80px\|alt={{{Alt\|{{{descripción}}}]] Pablo Larraín Matte (n. 1976) |                                         |                                         | [[File:Antonia Zegers (cropped).jpg\|120px\|alt={{{Alt\|{{{descripción}}}]] Antonia Zegers Oportot (n. 1972) | [[File:Antonia Zegers (cropped).jpg\|120px\|alt={{{Alt\|{{{descripción}}}]] Antonia Zegers Oportot (n. 1972) | [[File:Antonia Zegers (cropped).jpg\|120px\|alt={{{Alt\|{{{descripción}}}]] Antonia Zegers Oportot (n. 1972) | [[File:Antonia Zegers (cropped).jpg\|120px\|alt={{{Alt\|{{{descripción}}}]] Antonia Zegers Oportot (n. 1972) | [[File:Antonia Zegers (cropped).jpg\|120px\|alt={{{Alt\|{{{descripción}}}]] Antonia Zegers Oportot (n. 1972) | [[File:Antonia Zegers (cropped).jpg\|120px\|alt={{{Alt\|{{{descripción}}}]] Antonia Zegers Oportot (n. 1972) | | | [[File:Hernan Rodriguez Matte.png\|150px\|alt={{{Alt\|{{{descripción}}}]] Hernán Rodríguez Matte (n. 1972)   | [[File:Hernan Rodriguez Matte.png\|150px\|alt={{{Alt\|{{{descripción}}}]] Hernán Rodríguez Matte (n. 1972)   | [[File:Hernan Rodriguez Matte.png\|150px\|alt={{{Alt\|{{{descripción}}}]] Hernán Rodríguez Matte (n. 1972)   | [[File:Hernan Rodriguez Matte.png\|150px\|alt={{{Alt\|{{{descripción}}}]] Hernán Rodríguez Matte (n. 1972)   | [[File:Hernan Rodriguez Matte.png\|150px\|alt={{{Alt\|{{{descripción}}}]] Hernán Rodríguez Matte (n. 1972)   | [[File:Hernan Rodriguez Matte.png\|150px\|alt={{{Alt\|{{{descripción}}}]] Hernán Rodríguez Matte (n. 1972)   |  |  | | | | | | |  |  | [[File:Fabiola Matte (cropped).jpg\|90px\|alt={{{Alt\|{{{descripción}}}]] Fabiola Matte Larraín (n. 1981) | [[File:Fabiola Matte (cropped).jpg\|90px\|alt={{{Alt\|{{{descripción}}}]] Fabiola Matte Larraín (n. 1981) | [[File:Fabiola Matte (cropped).jpg\|90px\|alt={{{Alt\|{{{descripción}}}]] Fabiola Matte Larraín (n. 1981) | [[File:Fabiola Matte (cropped).jpg\|90px\|alt={{{Alt\|{{{descripción}}}]] Fabiola Matte Larraín (n. 1981) | [[File:Fabiola Matte (cropped).jpg\|90px\|alt={{{Alt\|{{{descripción}}}]] Fabiola Matte Larraín (n. 1981) | [[File:Fabiola Matte (cropped).jpg\|90px\|alt={{{Alt\|{{{descripción}}}]] Fabiola Matte Larraín (n. 1981) |  |  | | | | | | |
| | | | | [[File:BERNARDO LARRAÍN MATTE (2018).jpg\|90px\|alt={{{Alt\|{{{descripción}}}]] Bernardo Larraín Matte (n. 1966)      | [[File:BERNARDO LARRAÍN MATTE (2018).jpg\|90px\|alt={{{Alt\|{{{descripción}}}]] Bernardo Larraín Matte (n. 1966)      | [[File:BERNARDO LARRAÍN MATTE (2018).jpg\|90px\|alt={{{Alt\|{{{descripción}}}]] Bernardo Larraín Matte (n. 1966) | [[File:BERNARDO LARRAÍN MATTE (2018).jpg\|90px\|alt={{{Alt\|{{{descripción}}}]] Bernardo Larraín Matte (n. 1966) | [[File:BERNARDO LARRAÍN MATTE (2018).jpg\|90px\|alt={{{Alt\|{{{descripción}}}]] Bernardo Larraín Matte (n. 1966)    | [[File:BERNARDO LARRAÍN MATTE (2018).jpg\|90px\|alt={{{Alt\|{{{descripción}}}]] Bernardo Larraín Matte (n. 1966)    | | | | |                                 |                                 | | | | | | |                               |                               | | | | | | |                                                                                                 |                                                                                                 | | | | | | |                                               |                                               |                                        |                                        | | | | | | | | | | | | |                                   |                                   |                                   |                                   |                                   |                                   |                                 |                                 |                                                                                              |                                                                                              |                                                                                              |                                                                                              |                                                                                              |                                                                                              |  |  |                                    |                                    | [[File:Hernan Larrain Matte (cropped).jpg\|100px\|alt={{{Alt\|{{{descripción}}}]] Hernán Larraín Matte (n. 1974) | [[File:Hernan Larrain Matte (cropped).jpg\|100px\|alt={{{Alt\|{{{descripción}}}]] Hernán Larraín Matte (n. 1974) | [[File:Hernan Larrain Matte (cropped).jpg\|100px\|alt={{{Alt\|{{{descripción}}}]] Hernán Larraín Matte (n. 1974) | [[File:Hernan Larrain Matte (cropped).jpg\|100px\|alt={{{Alt\|{{{descripción}}}]] Hernán Larraín Matte (n. 1974) | [[File:Hernan Larrain Matte (cropped).jpg\|100px\|alt={{{Alt\|{{{descripción}}}]] Hernán Larraín Matte (n. 1974) | [[File:Hernan Larrain Matte (cropped).jpg\|100px\|alt={{{Alt\|{{{descripción}}}]] Hernán Larraín Matte (n. 1974) |                                                                                                 |                                                                                                 | [[File:Pablo Larraín (30116382680) (cropped).jpg\|80px\|alt={{{Alt\|{{{descripción}}}]] Pablo Larraín Matte (n. 1976) | [[File:Pablo Larraín (30116382680) (cropped).jpg\|80px\|alt={{{Alt\|{{{descripción}}}]] Pablo Larraín Matte (n. 1976) | [[File:Pablo Larraín (30116382680) (cropped).jpg\|80px\|alt={{{Alt\|{{{descripción}}}]] Pablo Larraín Matte (n. 1976) | [[File:Pablo Larraín (30116382680) (cropped).jpg\|80px\|alt={{{Alt\|{{{descripción}}}]] Pablo Larraín Matte (n. 1976) | [[File:Pablo Larraín (30116382680) (cropped).jpg\|80px\|alt={{{Alt\|{{{descripción}}}]] Pablo Larraín Matte (n. 1976) | [[File:Pablo Larraín (30116382680) (cropped).jpg\|80px\|alt={{{Alt\|{{{descripción}}}]] Pablo Larraín Matte (n. 1976) |                                         |                                         | [[File:Antonia Zegers (cropped).jpg\|120px\|alt={{{Alt\|{{{descripción}}}]] Antonia Zegers Oportot (n. 1972) | [[File:Antonia Zegers (cropped).jpg\|120px\|alt={{{Alt\|{{{descripción}}}]] Antonia Zegers Oportot (n. 1972) | [[File:Antonia Zegers (cropped).jpg\|120px\|alt={{{Alt\|{{{descripción}}}]] Antonia Zegers Oportot (n. 1972) | [[File:Antonia Zegers (cropped).jpg\|120px\|alt={{{Alt\|{{{descripción}}}]] Antonia Zegers Oportot (n. 1972) | [[File:Antonia Zegers (cropped).jpg\|120px\|alt={{{Alt\|{{{descripción}}}]] Antonia Zegers Oportot (n. 1972) | [[File:Antonia Zegers (cropped).jpg\|120px\|alt={{{Alt\|{{{descripción}}}]] Antonia Zegers Oportot (n. 1972) | | | [[File:Hernan Rodriguez Matte.png\|150px\|alt={{{Alt\|{{{descripción}}}]] Hernán Rodríguez Matte (n. 1972)   | [[File:Hernan Rodriguez Matte.png\|150px\|alt={{{Alt\|{{{descripción}}}]] Hernán Rodríguez Matte (n. 1972)   | [[File:Hernan Rodriguez Matte.png\|150px\|alt={{{Alt\|{{{descripción}}}]] Hernán Rodríguez Matte (n. 1972)   | [[File:Hernan Rodriguez Matte.png\|150px\|alt={{{Alt\|{{{descripción}}}]] Hernán Rodríguez Matte (n. 1972)   | [[File:Hernan Rodriguez Matte.png\|150px\|alt={{{Alt\|{{{descripción}}}]] Hernán Rodríguez Matte (n. 1972)   | [[File:Hernan Rodriguez Matte.png\|150px\|alt={{{Alt\|{{{descripción}}}]] Hernán Rodríguez Matte (n. 1972)   |  |  | | | | | | |  |  | [[File:Fabiola Matte (cropped).jpg\|90px\|alt={{{Alt\|{{{descripción}}}]] Fabiola Matte Larraín (n. 1981) | [[File:Fabiola Matte (cropped).jpg\|90px\|alt={{{Alt\|{{{descripción}}}]] Fabiola Matte Larraín (n. 1981) | [[File:Fabiola Matte (cropped).jpg\|90px\|alt={{{Alt\|{{{descripción}}}]] Fabiola Matte Larraín (n. 1981) | [[File:Fabiola Matte (cropped).jpg\|90px\|alt={{{Alt\|{{{descripción}}}]] Fabiola Matte Larraín (n. 1981) | [[File:Fabiola Matte (cropped).jpg\|90px\|alt={{{Alt\|{{{descripción}}}]] Fabiola Matte Larraín (n. 1981) | [[File:Fabiola Matte (cropped).jpg\|90px\|alt={{{Alt\|{{{descripción}}}]] Fabiola Matte Larraín (n. 1981) |  |  | | | | | | |
| | | | | | | | | | | | | | |                                 |                                 | | | | | | |                               |                               | | | | | | |                                                                                                 |                                                                                                 | | | | | | |                                               |                                               |                                        |                                        | | | | | | | | | | | | |                                   |                                   |                                   |                                   |                                   |                                   |                                 |                                 |                                                                                              |                                                                                              |                                                                                              |                                                                                              |                                                                                              |                                                                                              |  |  |                                    |                                    | | | | | | |                                                                                                 |                                                                                                 | | | | | | |                                         |                                         | | | | | | | | | | | | | | |  |  | | | | | | |  |  | nota | | | | | |  |  | | | | | | |